# 1925
1925 (MCMXXV) byl rok, který dle gregoriánského kalendáře započal čtvrtkem.

## Události

### Československo
- 1. březen – zahájeno vysílání brněnského studia Československého rozhlasu
- 26.–28. září se konal III. sjezd KSČ, který měl vyřešit rozpory jednotlivých frakcí uvnitř strany
- 4. července – zanikla Národní lípa, památný strom v Libníkovicích
- 13. července – Profesor Karel Absolon a jeho tým objevili mezi Dolními Věstonicemi a Pavlovem sošku Věstonické venuše.
- 12. prosince – prezident republiky Tomáš Garrigue Masaryk jmenoval 7. československou vládu (2. vládu Švehlovu)

### Svět
- 7. února – Raymond A. Dart v britském časopise Nature zveřejnil objev Taungského dítěte, prvního nálezu druhu Australopithecus africanus i rodu Australopithecus vůbec
- 15. dubna – V Hannoveru je popraven gilotinou sériový vrah a kanibal Fritz Haarmann.
- 16. dubna – Při atentátu v katedrále svaté Dominiky v bulharské Sofii zahynulo 213 lidí a dalších 500 bylo zraněno. Za útokem stála skupina bulharských komunistů.
- 6. června – Walter P. Chrysler zakládá automobilku Chrysler.
- 5. října – Archeolog Howard Carter vstoupil do pohřební komory faraona Tutanchamona.
- 9. listopadu – v Německu vzniklo SS
- 2. prosince – Založení německé chemické společnosti IG Farben.
- 15. prosince – V Íránu se za krále prohlásil Rezá Šáh Pahlaví, královnou jeho manželka Tádž ol-Molouk
- Kostarika vystoupila ze Společnosti národů.
- Byla formulována teorie kvantové mechaniky.
- je založen Stálý ústřední výbor Společnosti národů pro dohled a regulaci mezinárodního obchodu s narkotiky

## Vědy a umění
- 2. října – Americká tanečnice Josephine Bakerová poprvé vystupuje v Paříži v La Revue Nègre v divadle Théâtre des Champs-Élysées
- 11. listopadu – Premiéra první Janáčkovy tříaktové opery Šárka v Brně.
- Byl objeven chemický prvek rhenium.
- První systémy telefonie nosnými proudy.
- Vznikly první prakticky použitelné systémy elektromechanické televize, které používaly elektronky a zesilovačích a oscilátorech. Byly zřízeny vysílače v Anglii, v SSSR, Německu a Francii.
- Mechanický systém barevné televize zkoušel v Sovětském svazu A. Adamjan.

## Knihy
- Francis Scott Fitzgerald – Velký Gatsby
- Alexandr Romanovič Běljajev – Hlava profesora Dowella
- Virginia Woolfová – Paní Dallowayová
- Michail Bulgakov – Psí srdce
- Franz Kafka – Proces
- André Gide – Penězokazi
- Lion Feuchtwanger – Žid Süss
- Theodore Dreiser – Americká tragédie
- William Somerset Maugham – Barevný závoj

## Nobelova cena
- Nobelova cena za fyziku – James Franck a Gustav Ludwig Hertz za objev zákonů, jež platí při srážce elektronu s atomem
- Nobelova cena za fyziologii a lékařství – nebyla v tomto roce udělena
- Nobelova cena za chemii – Richard Adolf Zsigmondy za objasnění heterogenní povahy koloidních roztoků
- Nobelova cena za literaturu – George Bernard Shaw
- Nobelova cena za mír – Austen Chamberlain a Charles Gates Dawes

## Narození

### Česko

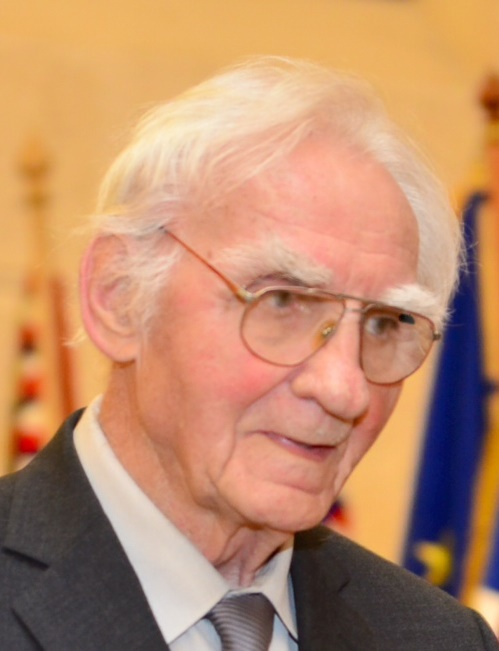
Armin Delong (* 29. ledna)

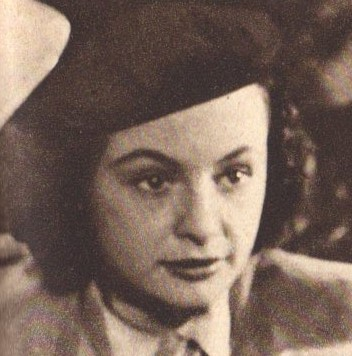
Irena Kačírková (* 24. března)

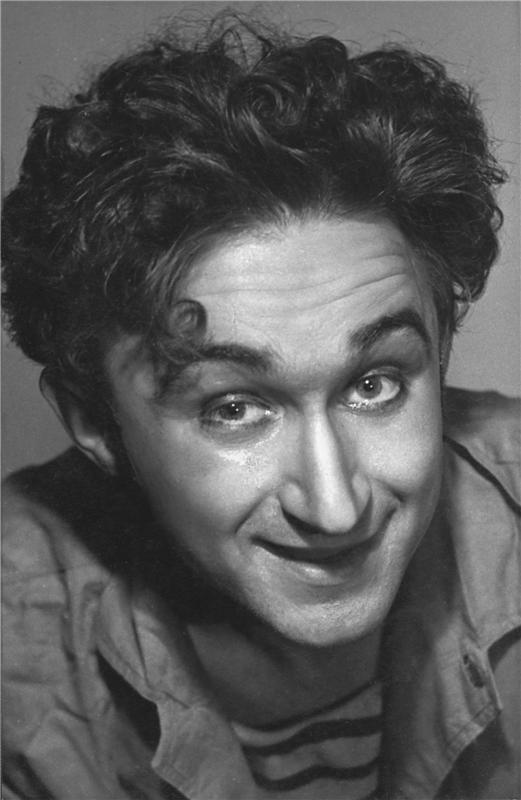
Miloš Nesvadba (* 17. dubna)

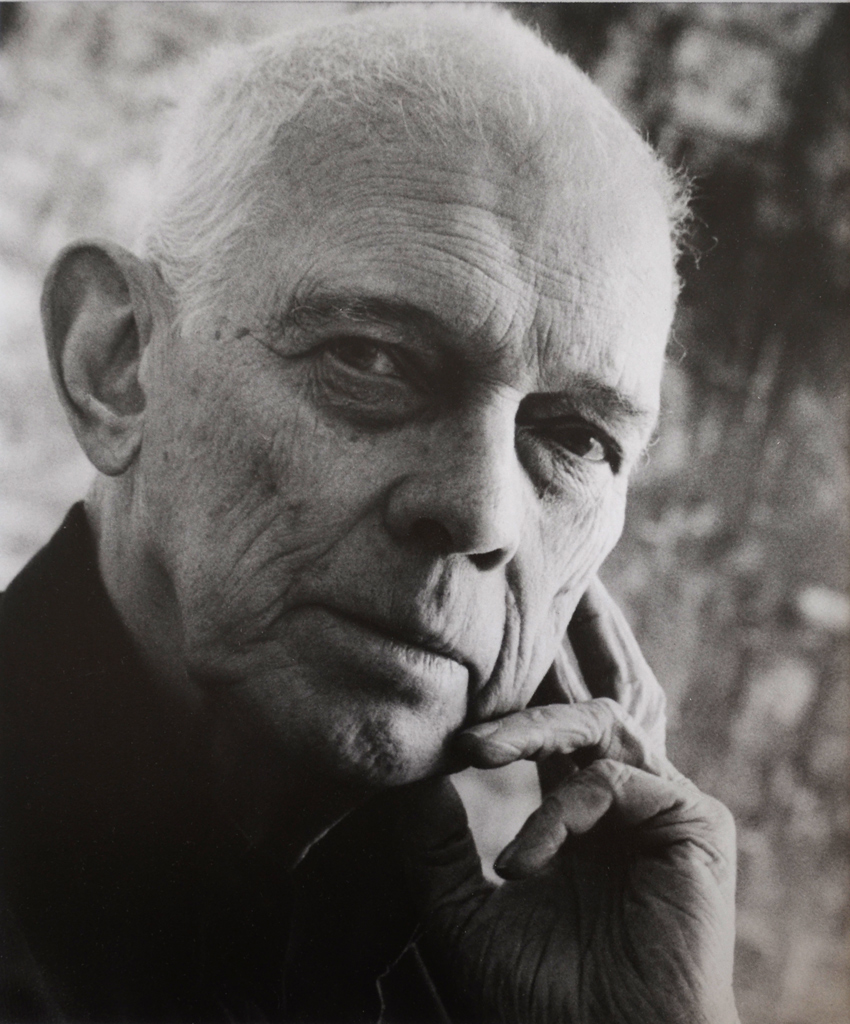
Ivan Medek (* 13. července)

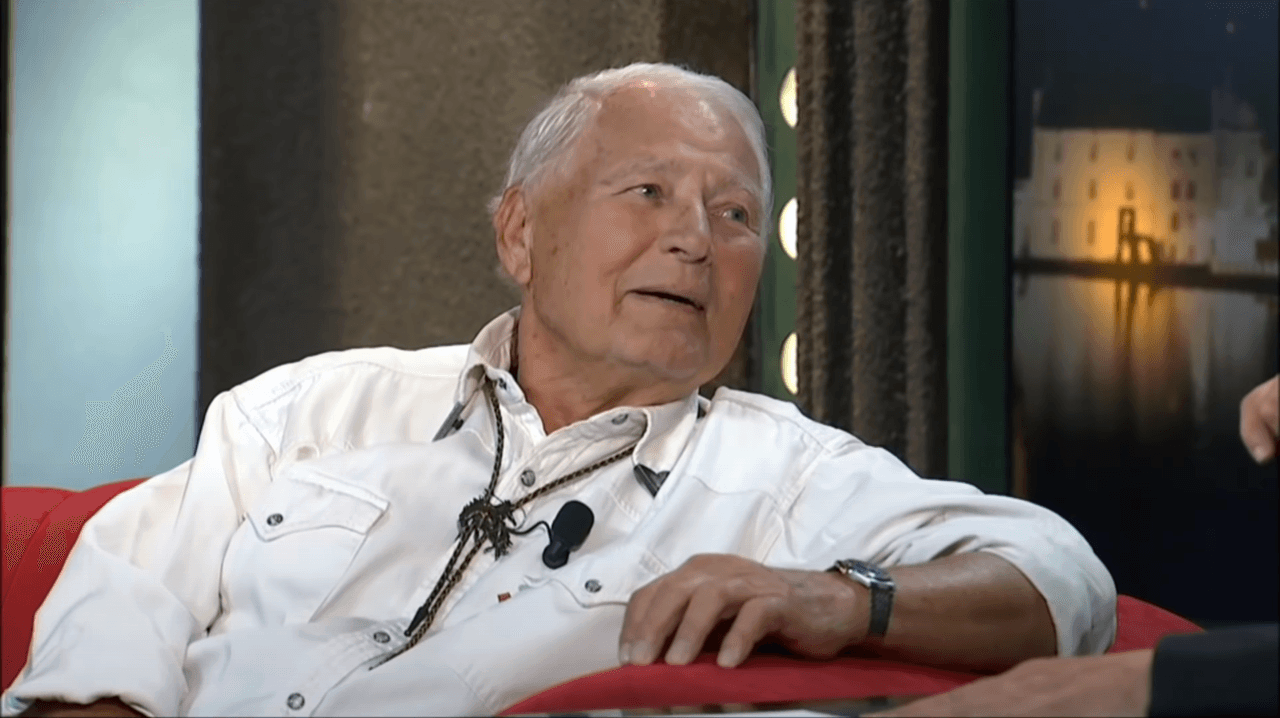
Karel Fiala (* 3. srpna)

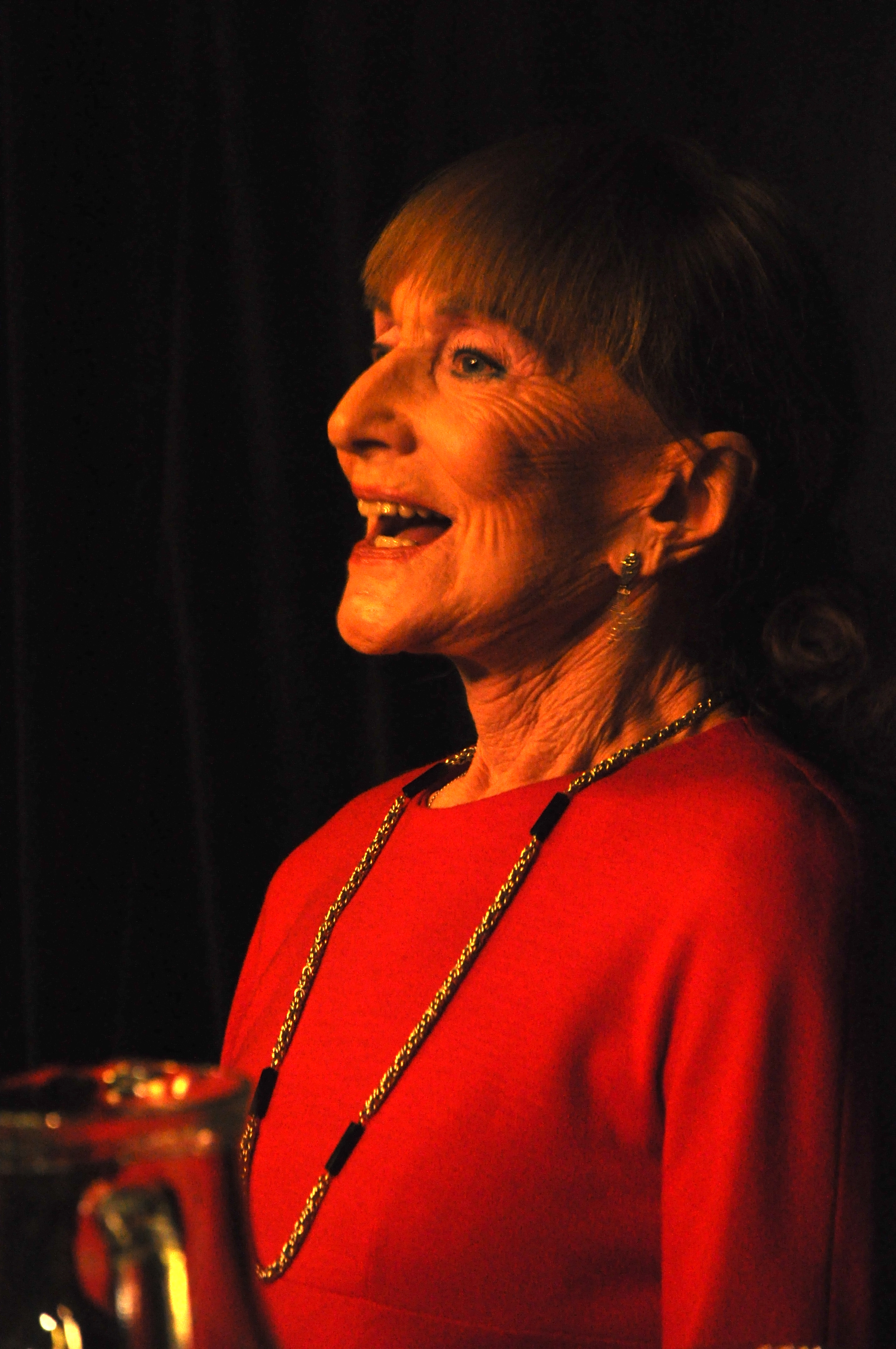
Soňa Červená (* 9. září)

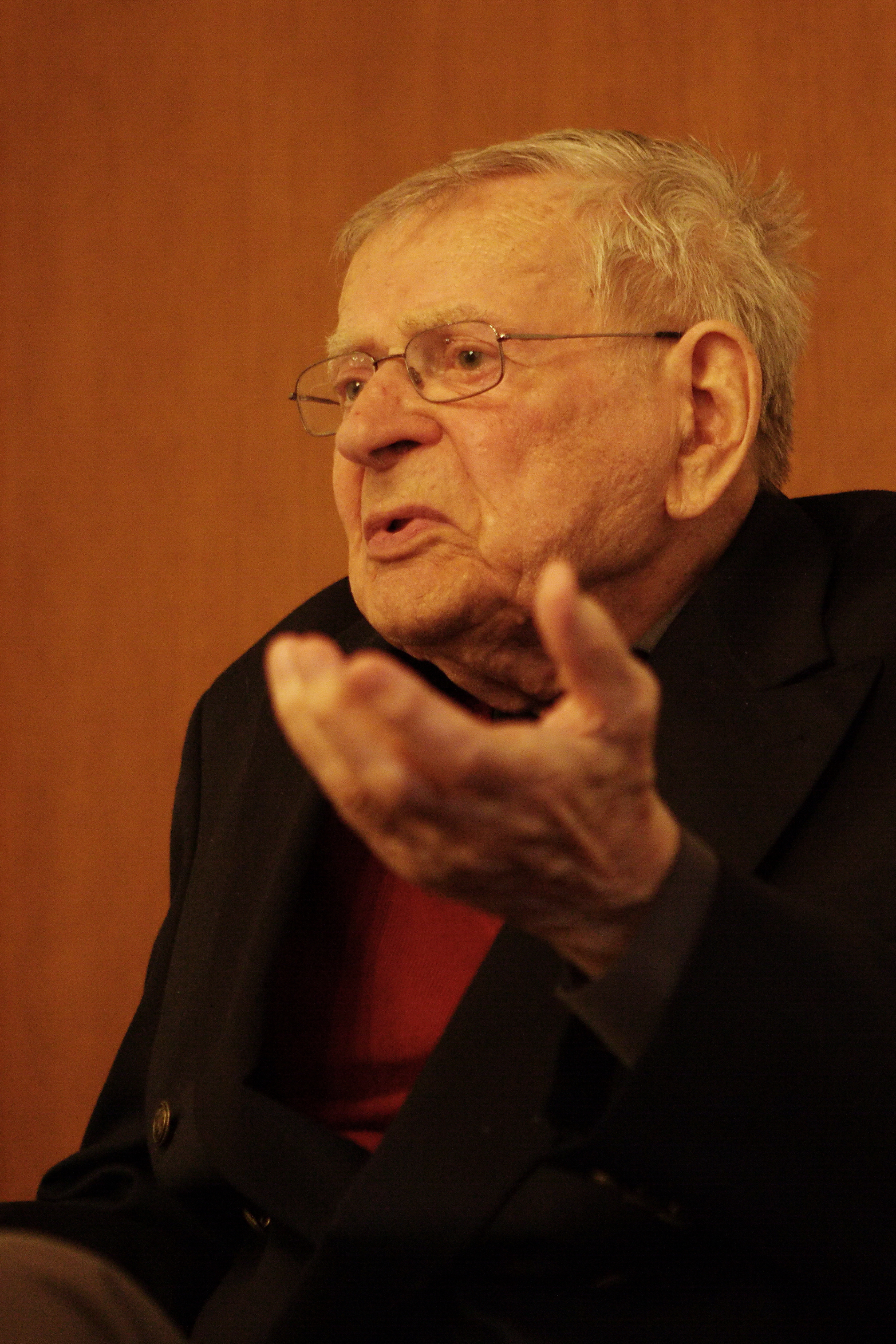
Jan Skopeček (* 19. září)

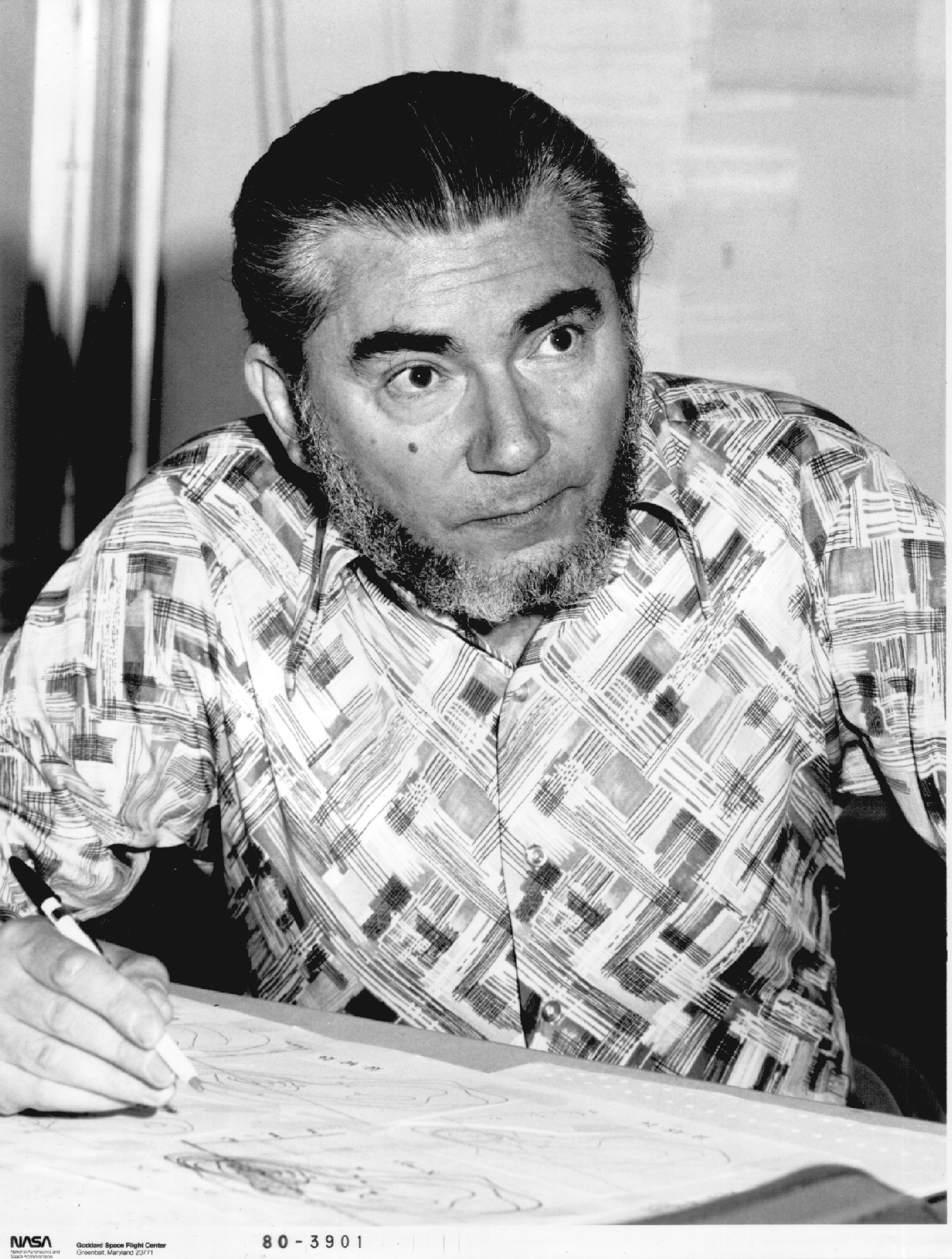
Zdeněk Švestka (* 30. září)

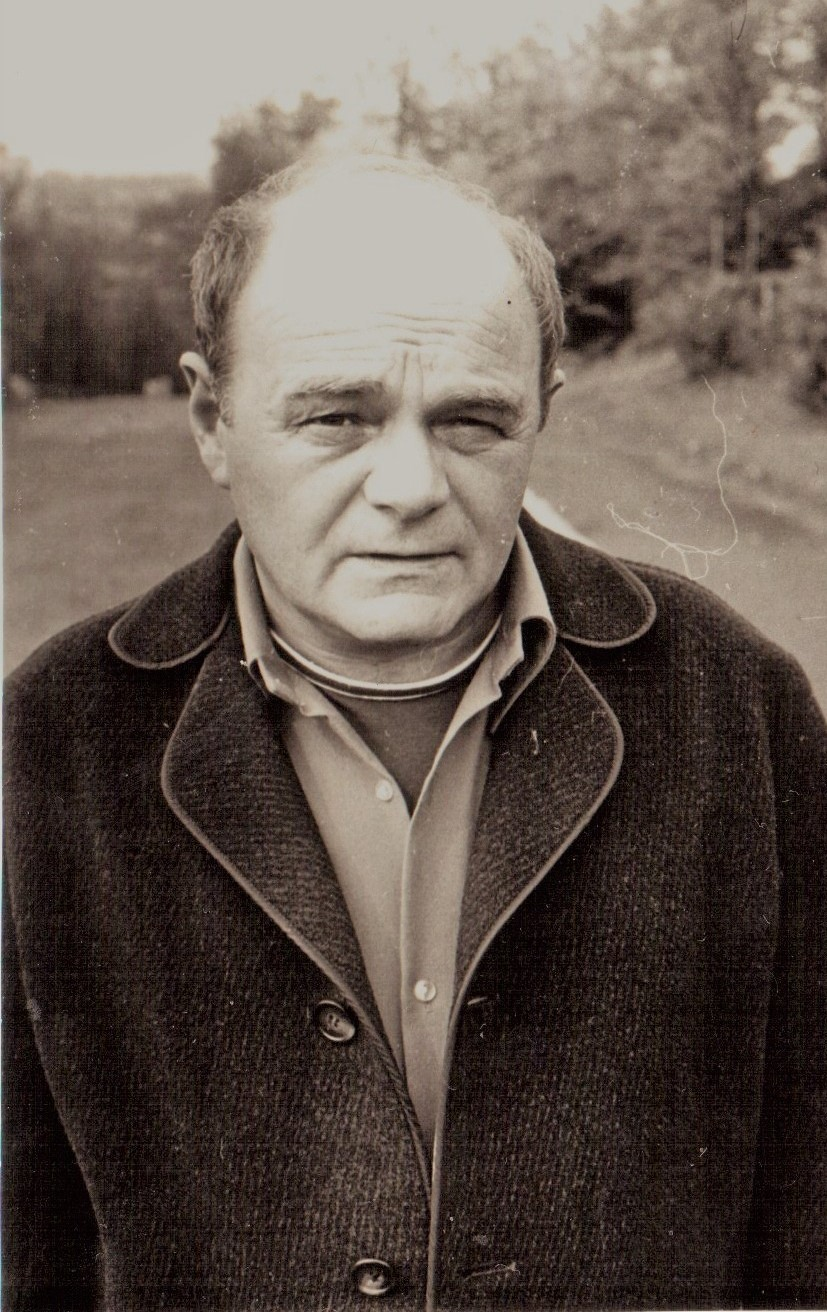
Bohuslav Čáp (* 26. října)

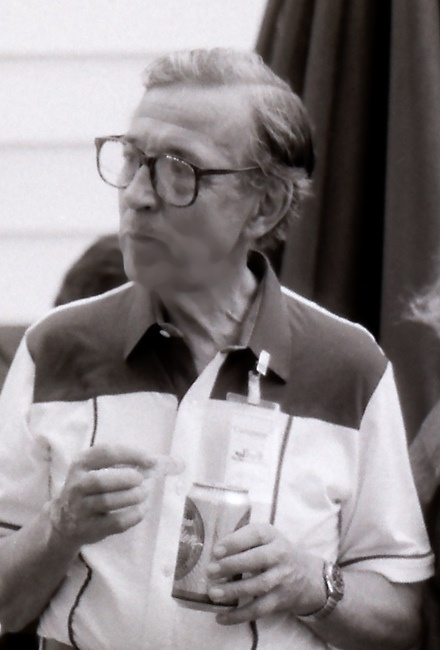
Pavel Vondruška (* 15. listopadu)

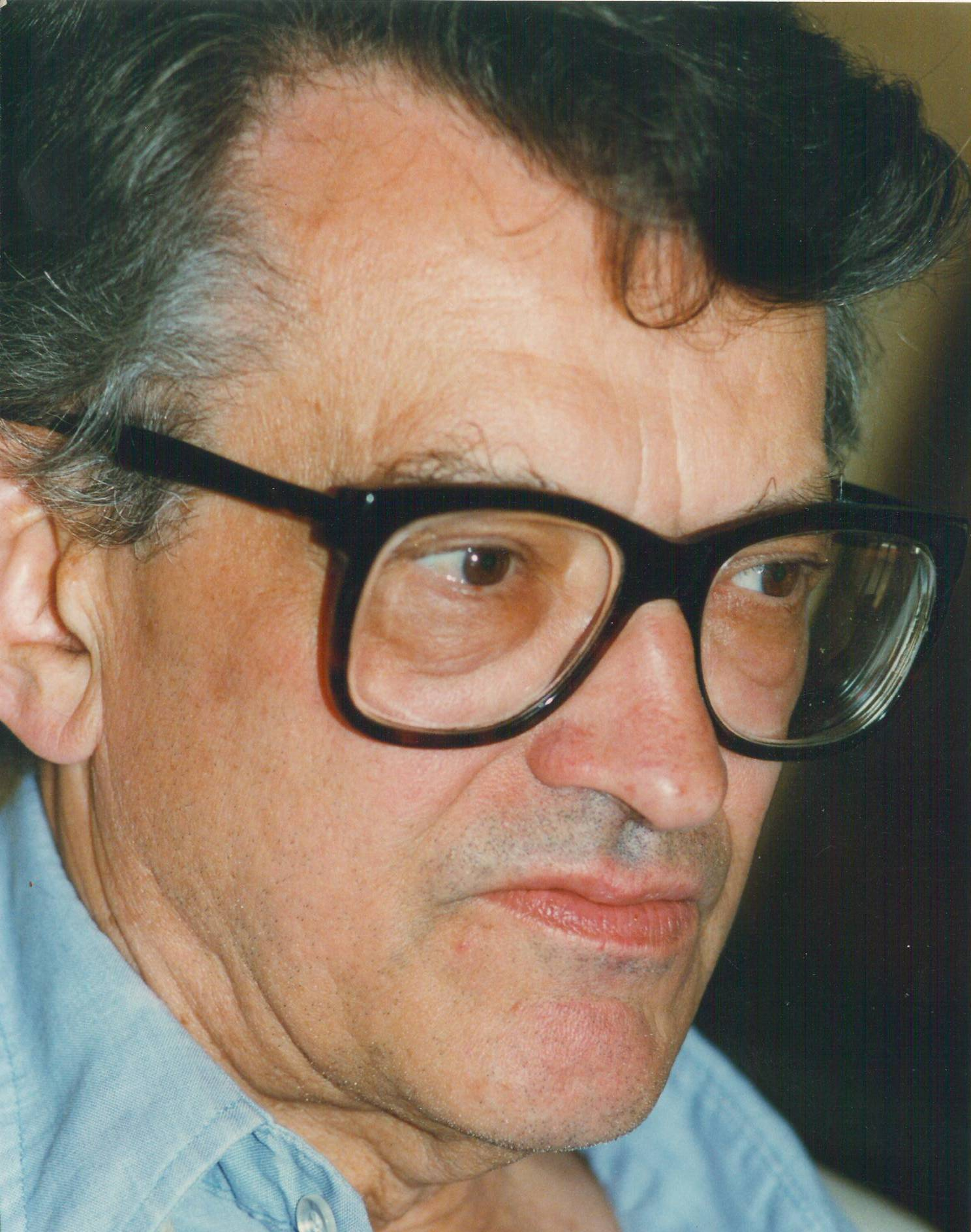
Vojtěch Jasný (* 30. listopadu)

- 10. ledna – Vladimír Vaclík, prezident Světové asociace betlémářů († 30. března 2013)
- 11. ledna – Roman Hemala, herec († 26. května 2005)
- 12. ledna – Karel Werner, indolog († 26. listopadu 2019)
- 13. ledna – Marie Terezie Brichtová, mniška, překladatelka katolické literatury († 18. prosince 2021)
- 21. ledna – Josef Feuereisl, scénický a kostýmní výtvarník, grafik a ilustrátor († 28. března 1980)
- 23. ledna – Jan Zemánek, řeholník, politický vězeň († 8. června 2012)
- 29. ledna
  - Armin Delong,  vědec, fyzik a zakladatel elektronové mikroskopie v Československu († 5. října 2017)
  - Miloslav Kořínek, slovenský hudební skladatel († 8. července 1998)
- 30. ledna – Josef Říman, lékař, biochemik, předseda Československé akademie věd, politik († 12. října 2019)
- 31. ledna – Helena Voldan, českoargentinská psycholožka a překladatelka († 26. října 2021)
- 01. února – Jiří Novák, malíř, scénograf a autor kostýmních návrhů († 21. června 1994)
- 07. února
  - Ján Hluchý, československý basketbalista († 13. července 1995)
  - Jiří Kalousek, malíř, kreslíř, karikaturista a ilustrátor († 23. února 1986)
- 08. února – Oldřich Lajsek, malíř († 2. října 2001)
- 12. února – Jiří Korec, sochař a medailér († 7. července 2004)
- 15. února – Jindřich Kučera, lingvista († 20. února 2010)
- 16. února – Jaroslav Turek, malíř († 2005)
- 19. února – Jindřich Feld, hudební skladatel († 8. července 2007)
- 26. února – Miroslava Šternová, mexická herečka († 9. března 1955)
- 27. února – Vlastimil Růžička, cyklista a mistr Československa v cyklokrosu († 29. března 1985)
- 01. března – Emanuel Vlček, paleoantropolog, lékař a profesor Anatomického ústavu († 24. října 2006)
- 08. března – Josef Plocek, politický vězeň komunistického režimu († 27. prosince 2019)
- 15. března – Jaroslava Adamová, herečka († 16. června 2012)
- 16. března – Lubomír Železný, hudební skladatel († 29. září 1979)
- 17. března – Josef Růžička, stříbrná olympijská medaile v zápase řecko-římském († 11. dubna 1986)
- 19. března – Jaro Křivohlavý, psycholog a spisovatel († 27. prosince 2014)
- 21. března – Rudolf Burkhardt, speleolog a geolog († 17. května 1975)
- 24. března
  - Svatopluk Potáč, předseda Státní banky československé († 7. září 2014)
  - Irena Kačírková, herečka († 26. října 1985)
- 26. března – Bohuslav Klíma starší, archeolog a geolog († 6. února 2000)
  - Jiří Hilmera, historik umění († 27. dubna 2009)
- 28. března – Vladimír Nahodil, chirurg († 8. února 2024)
- 09. dubna – Vladimír Karbusický, muzikolog, folklorista, sociolog a historik († 23. května 2002)
- 10. dubna – Vilém Přibyl, operní pěvec († 21. července 1990)
- 15. dubna – Zdeněk Růžička, gymnasta, který získal dvě bronzové medaile na OH († 18. dubna 2021)
- 17. dubna – Miloš Nesvadba, herec, spisovatel a výtvarník († 22. července 2020)
- 19. dubna – Karel Teissig, malíř, ilustrátor a grafik, († 1. října 2000)
- 20. dubna
  - Emil Dvořák, jazykovědec († 8. ledna 1983)
  - Jiří Procházka, scenárista, prozaik, dramatik a dramaturg († 19. května 1993)
- 22. dubna – Jan Heller, teolog a překladatel († 15. ledna 2008)
- 24. dubna – Jiří Jirmal, kytarista, skladatel a publicista († 11. prosince 2019)
- 28. dubna
  - Otto Šimánek, herec († 8. května 1992)
  - Přemysl Janíček, malíř a grafik († 20. ledna 2009)
- 30. dubna – Vítězslav Houška, spisovatel a karikaturista († 3. srpna 2011)
- 01. května – Vladimír Vodička, hudební skladatel († 4. září 2015)
- 02. května – Svatopluk Havelka, hudební skladatel († 24. února 2009)
- 03. května – Vladimír Kašík, historik († 23. června 2015)
- 04. května
  - Marie Kabrhelová, československá komunistická politička († 7. června 2021)
  - Jiří Robert Pick, spisovatel, textař a dramatik († 17. března 1983)
- 05. května – Jindřich Polák, scenárista a režisér († 22. srpna 2003)
- 07. května – Dušan Zbavitel, indolog a překladatel († 7. srpna 2012)
- 08. května – Ludmila Forétková, herečka († 9. ledna 2009)
- 14. května
  - Milan Kopecký, literární historik († 17. září 2006)
  - Vladimír Dvořák, herec, textař a konferenciér († 28. prosince 1999)
- 22. května – Jan Grossman, divadelní dramaturg a režisér († 10. února 1993)
- 23. května – Eliška Horelová, prozaička († 30. srpna 2015)
- 24. května – Antonín Schindler, hudebník († 9. září 2010)
- 28. května
  - Pavel Štěpán, klavírista († 30. září 1998)
  - Blanka Vikusová, herečka († 23. srpna 2011)
- 30. května – František Vlk, československý fotbalový reprezentant († 4. srpna 2003)
- 31. května – Jiří Hrůza, urbanista († 10. května 2012)
- 01. června – Rajko Doleček, lékař († 20. prosince 2017)
- 06. června – Ivan Pfaff, historik, publicista a spisovatel († 28. června 2014)
- 11. června – Božena Srncová, sportovní gymnastka a olympijská vítězka († 30. listopadu 1997)
- 12. června – Sigmund Bakala, člen protikomunistického odboje († 4. září 1951)
- 15. června – Viola Zinková, herečka († 18. října 2017)
- 26. června – Ladislav Hlaváček, československý fotbalový reprezentant († 21. duben 2014)
- 04. července – Viktor Tuček, architekt († 21. listopadu 1994)
- 07. července – Vladimír Sís, scenárista a režisér († 7. září 2001)
- 08. července – Jiří Ruml, československý novinář a politik († 20. února 2004)
- 11. července – Božena Portová, zpěvačka a spoluzakladatelka Sester Allanových
- 13. července – Ivan Medek, novinář, muzikolog, kancléř Václava Havla († 6. ledna 2010)
- 21. července – Václav Hůla, ministr vlád ČSSR († 1. dubna 1983)
- 26. července
  - Vojen Ložek, přírodovědec († 15. srpna 2020)
  - Zdeněk Smetana, animátor, scenárista, výtvarník a autor Křemílka a Vochomůrky a dalších († 25. února 2016)
- 03. srpna – Karel Fiala, herec, operní, operetní a muzikálový pěvec († 3. října 2020)
- 04. srpna – Ladislav Novák, malíř a spisovatel († 28. července 1999)
- 05. srpna – František Harant, matematik († 13. května 1985)
- 08. srpna – Evžen Sokolovský, divadelní a televizní režisér († 14. června 1998)
- 10. srpna
  - Bohuslav Chňoupek, československý politik, diplomat a publicista († 28. května 2004)
  - Stanislav Brebera, chemik, tvůrce semtexu († 11. května 2012)
  - Dagmar Frýbortová, herečka († 18. května 2012)
- 23. srpna – Milan Machovec, filozof († 15. ledna 2003)
- 24. srpna – Karel Vrána, katolický teolog a filozof († 11. prosince 2004)
- 25. srpna – Miroslav Plzák, sexuolog a psychiatr († 13. listopadu 2010)
- 26. srpna – Milan Codr, publicista a spisovatel literatury faktu († 2. listopadu 1996)
- 28. srpna – Dalibor Chatrný, výtvarník († 5. července 2012)
- 30. srpna – Lubomír Emil Havlík, historik, medievalista († 5. března 2000)
- 31. srpna – Vratislav Blažek, textař a dramatik († 28. dubna 1973)
- 07. září – Marie Čermáková, česká a československá politička
- 09. září – Soňa Červená, herečka a operní pěvkyně († 7. května 2023)
- 11. září – Karel Hynek, básník († 9. ledna 1953)
- 12. září – Libor Fára, sochař a malíř († 3. března 1988)
- 19. září – Jan Skopeček, herec a dramatik, manžel herečky Věry Tichánkové († 27. července 2020)
- 26. září – Vladimír Brehovszký, malíř, ilustrátor a grafik († 28. ledna 1976)
- 30. září
  - Drahoslav Lím, chemik († 22. srpna 2003)
  - Zdeněk Švestka, astronom († 2. března 2013)
- 02. října – Alois Piňos, hudební skladatel († 19. září 2008)
- 04. října – Milan Hašek, biolog, lékař a imunolog († 14. listopadu 1984)
- 06. října – Josef Treuchel, malíř († 2. listopadu 1990)
- 07. října – Miroslav Plavec, astronom († 23. ledna 2008)
- 08. října – Čestmír Vejdělek, spisovatel († 14. listopadu 2011)
- 09. října – Josef Janáček, historik a pedagog († 20. října 1994)
- 10. října
  - Ivan Sviták, marxistický filozof, básník a politik († 20. října 1994)
  - Milada Einhornová, fotografka († 25. listopadu 2007)
- 18. října – Zdeněk Salzmann, lingvista, antropolog a folklorista († 10. května 2021)
- 21. října – Josef Kuchinka, dirigent († 12. ledna 2015)
- 22. října
  - Václav Mrázek, sériový vrah († 30. prosince 1957)
  - Anton Krásnohorský, československý fotbalový reprezentant († 25. června 1988)
- 23. října – Miloslav Hejný, sochař († 19. dubna 2013)
- 23. října – Theodor Petrík, ministr spojů ČSFR († 6. září 1992)
- 26. října – Bohuslav Čáp, herec († 11. června 1997)
- 01. listopadu – Růžena Grebeníčková, literární historička, teoretička a překladatelka († 21. července 1997)
- 07. listopadu – Václav Cibula, spisovatel a překladatel († 4. května 2009)
- 11. listopadu – Eduard Foltýn, primátor města Ostravy († 21. dubna 1992)
- 15. listopadu – Pavel Vondruška, herec a dirigent († 5. února 2011)
- 18. listopadu – Alois Apfelbeck, matematik († 5. prosince 1992)
- 20. listopadu – Václav Klička, spisovatel a překladatel († 1994)
- 21. listopadu – Zbyněk Nádeník, matematik († 8. října 2018)
- 28. listopadu – Milena Honzíková, partyzánka, spisovatelka a literární historička († 22. srpna 2001)
- 30. listopadu – Vojtěch Jasný, scenárista, filmový režisér a fotograf († 16. listopadu 2019)
- 04. prosince – Zoe Klusáková-Svobodová, ekonomka, dcera arm. generála Ludvíka Svobody († 12. prosince 2022)
- 05. prosince – Jaroslav Hořánek, malíř, ilustrátor, grafik a pedagog († 18. ledna 1995)
- 06. prosince – Karel Brož, československý volejbalový reprezentant († 17. srpna 2009)
- 08. prosince – Ladislav Křivský, astronom a meteorolog († 24. dubna 2007)
- 10. prosince – Zdeněk Šesták, hudební skladatel
- 11. prosince – Stanislav Kolíbal, sochař
- 12. prosince – Miloslav Racek, historik umění, estetik a archeolog († 29. září 1980)
- 13. prosince – Alois Jonák, československý fotbalový reprezentant († 12. ledna 1999)
- 16. prosince – Vilém Václav, československý hokejový reprezentant († 2011)
- 17. prosince – Jaromír Ptáček, dramatik, dramaturg, grafik a herec († 23. prosince 2003)
- 18. prosince – Přemysl Hainý, československý hokejový reprezentant († 25. října 1993)
- 19. prosince
  - Anna Vejvodová, herečka († 2. listopadu 2014)
  - Jaroslav Macek, archivář a historik († 26. února 2008)
- 25. prosince – Bohuslav Korejs, varhaník, zpěvák a sbormistr († 7. dubna 2023)
- 27. prosince – Václav Machek, československý reprezentant v dráhové cyklistice († 1. listopadu 2017)
- 29. prosince
  - Drahomír Kolder, komunistický politik († 20. srpna 1972)
  - Alena Ladová, malířka († 25. června 1992)

### Svět

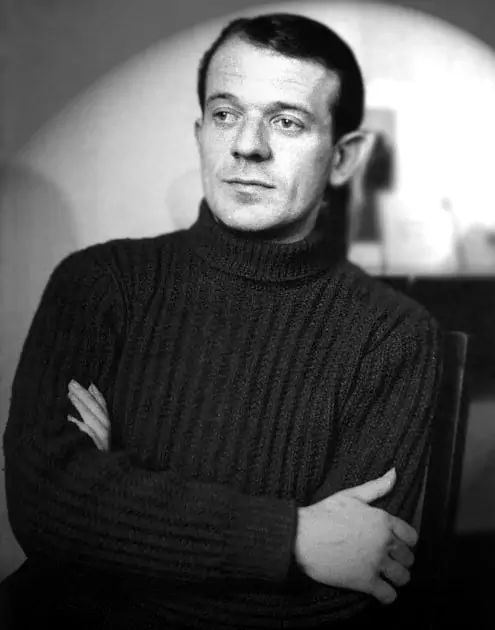
Gilles Deleuze (* 18. ledna)

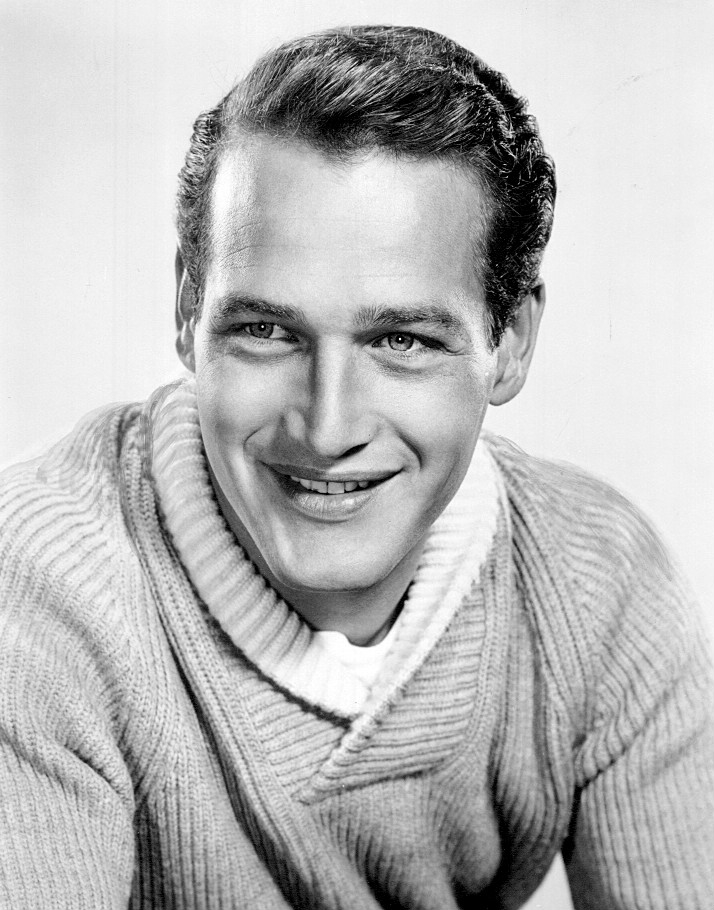
Paul Newman (* 26. ledna)

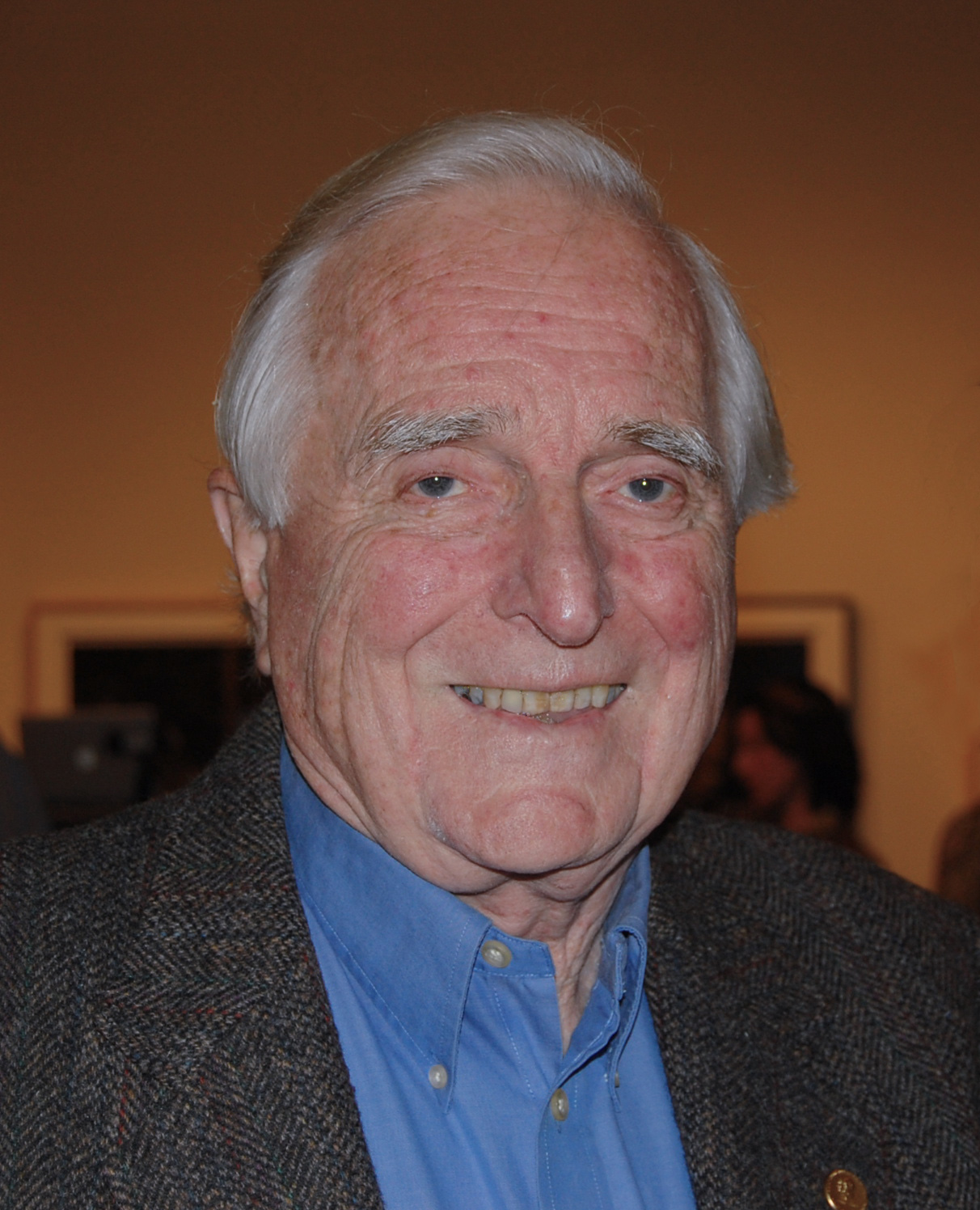
Douglas Engelbart (* 30. ledna)

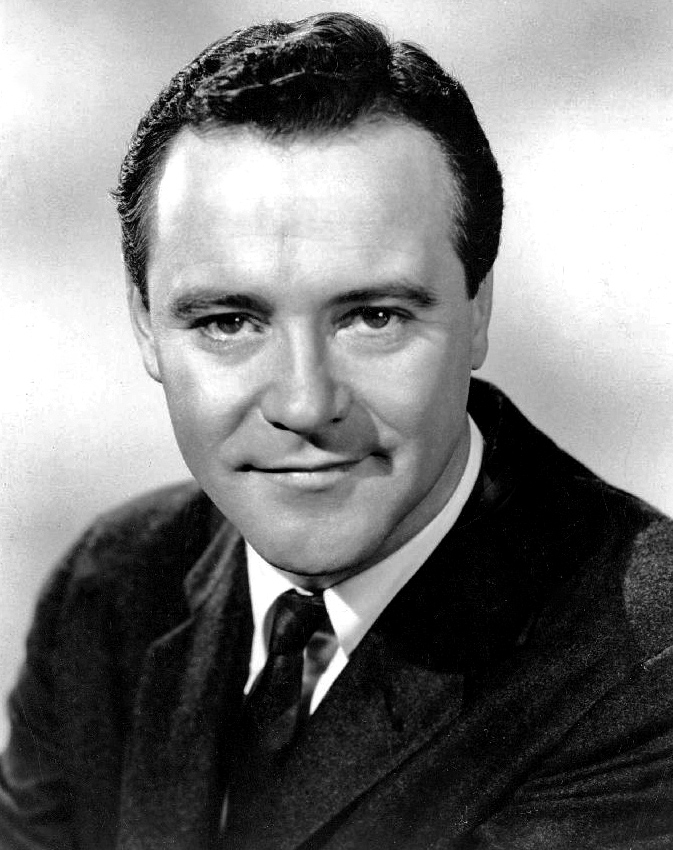
Jack Lemmon (* 8. února)

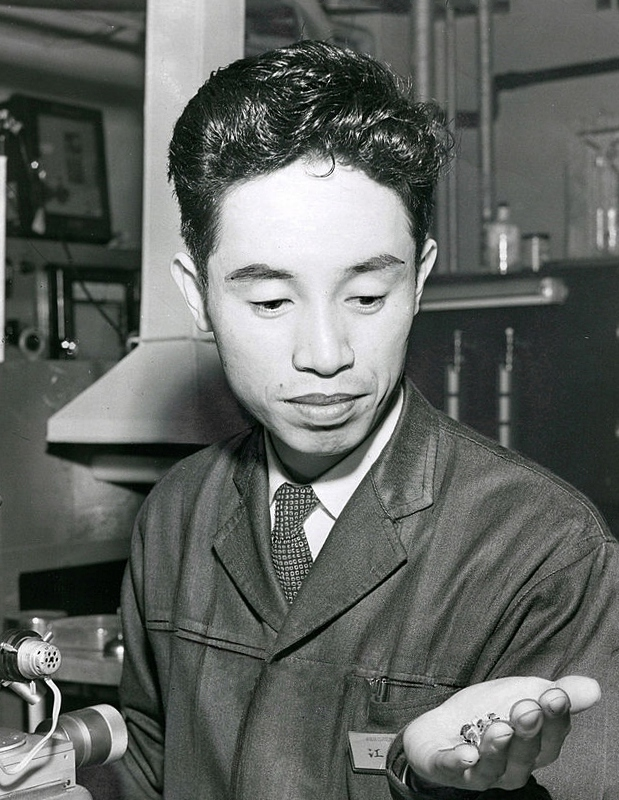
Leo Esaki (* 12. března)

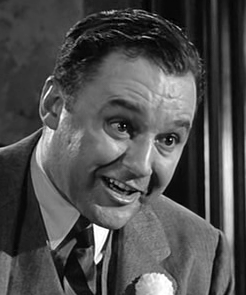
Rod Steiger (* 14. dubna)

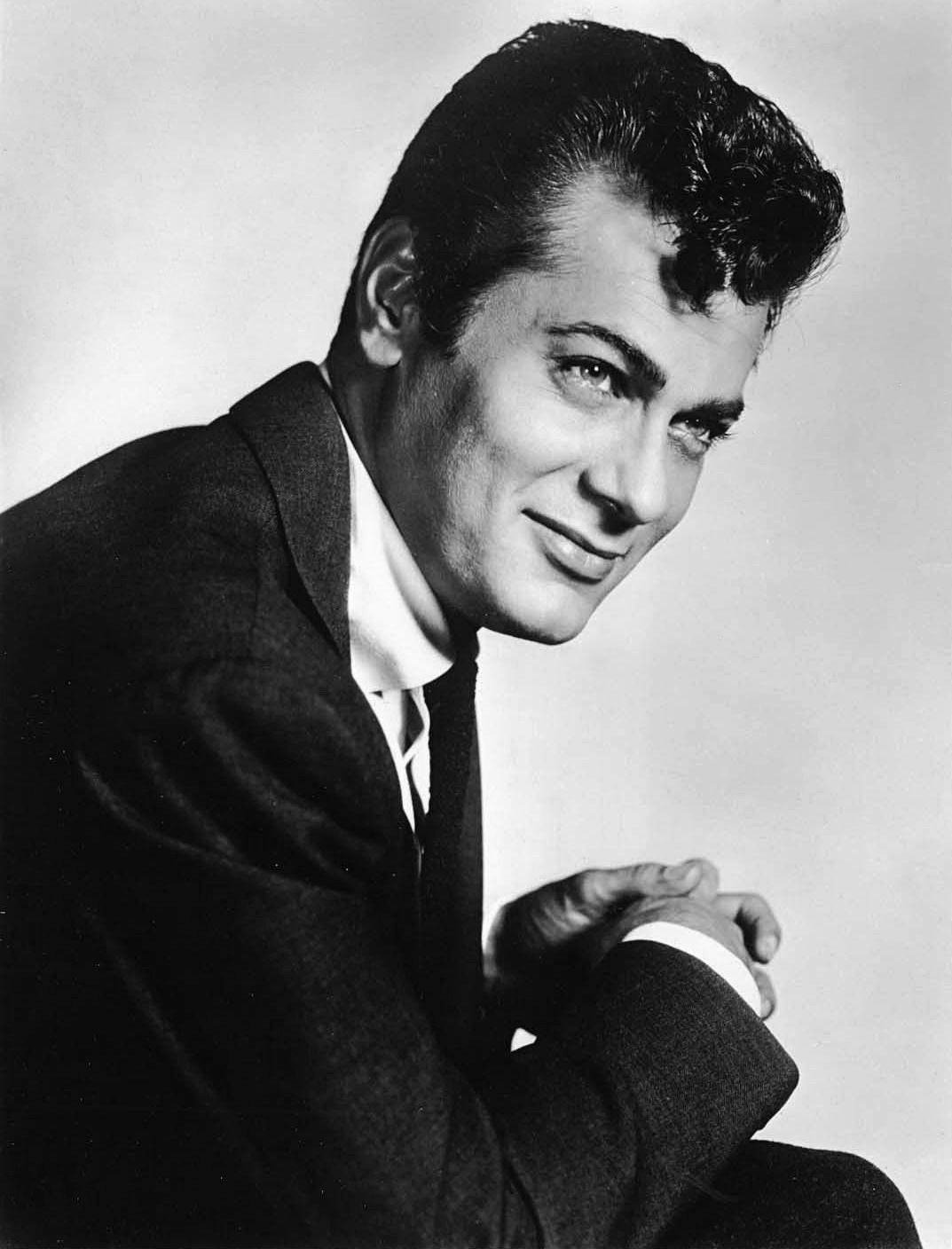
Tony Curtis (* 3. června)

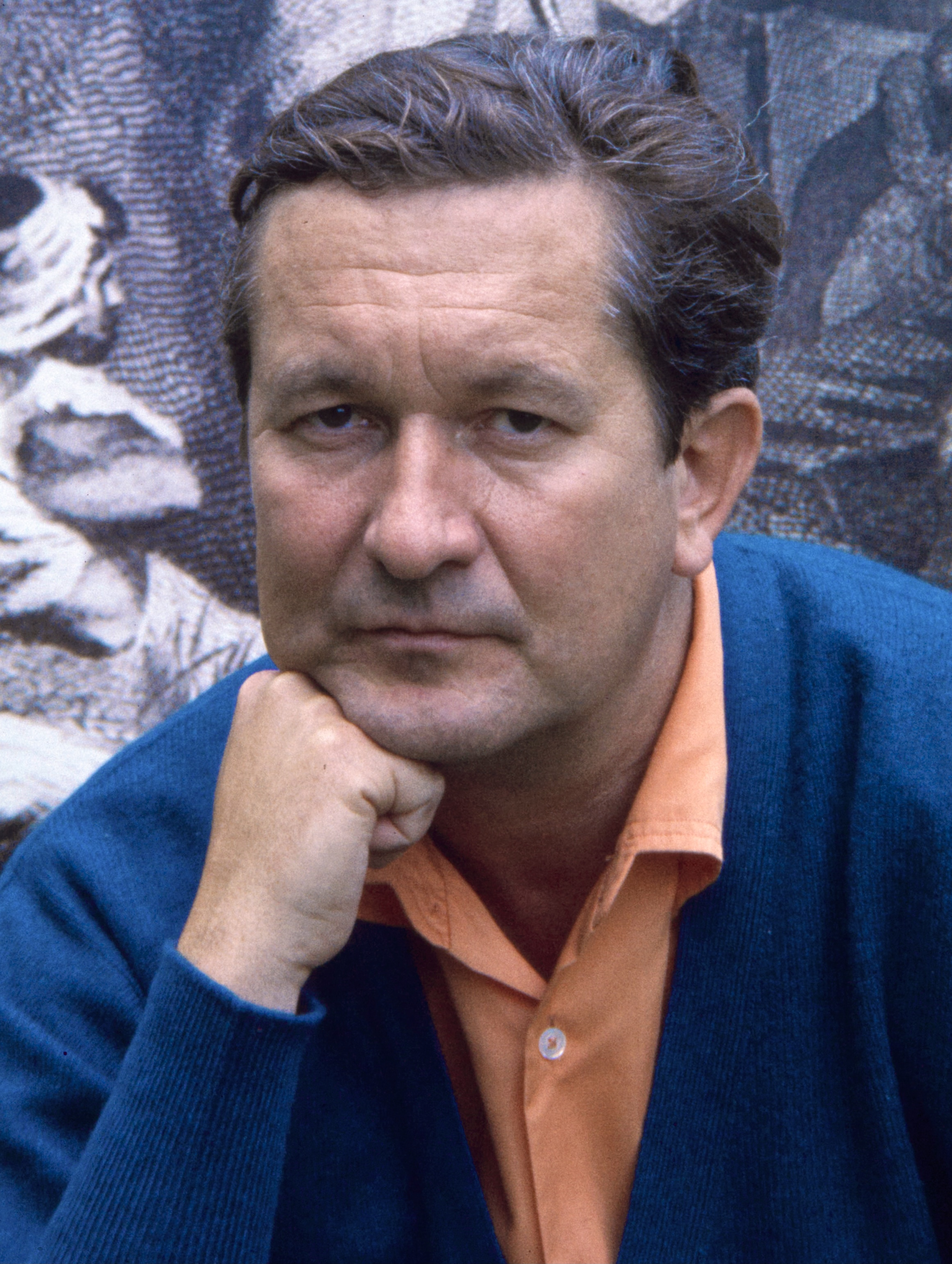
William Styron (* 11. června)

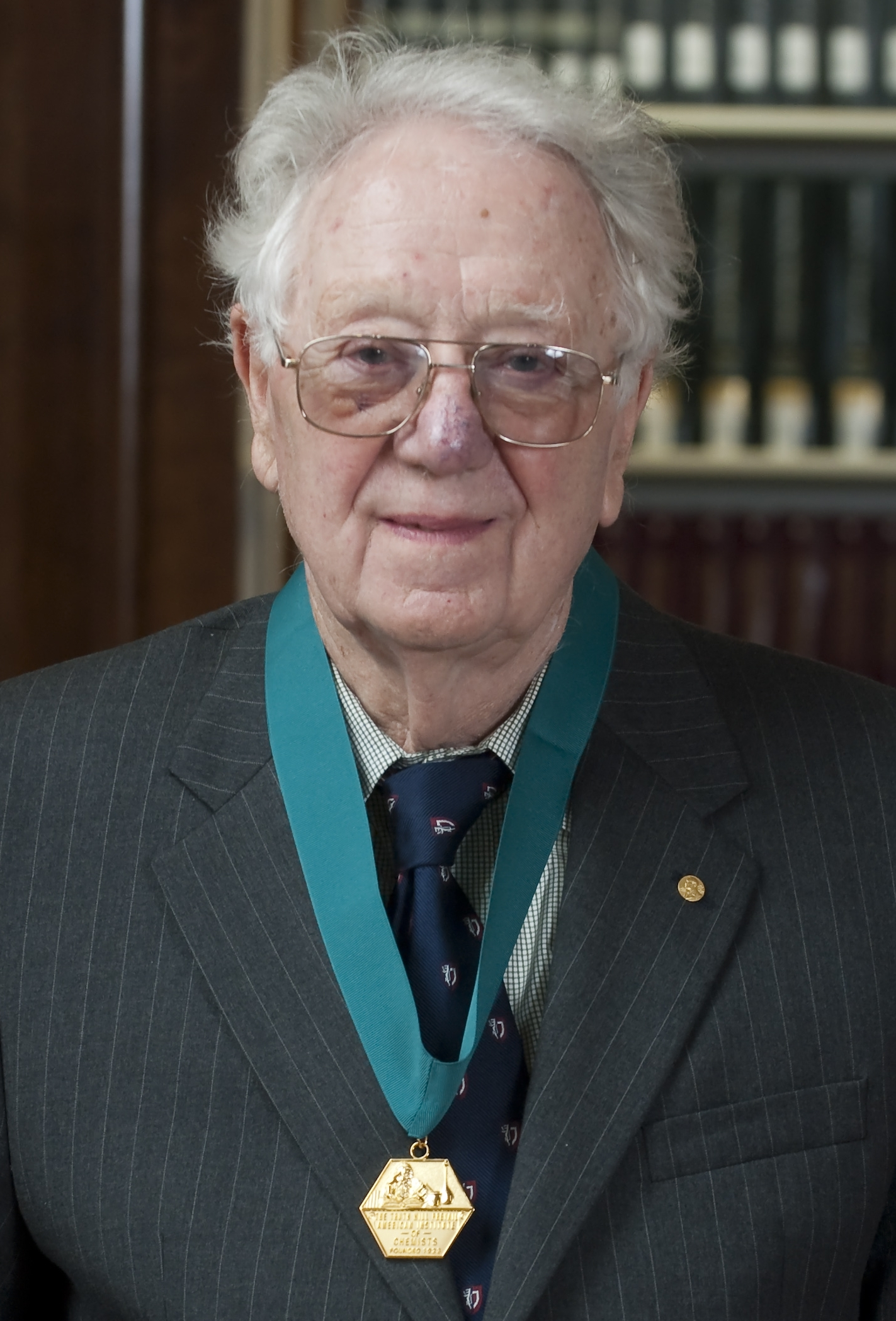
Oliver Smithies (* 23. června)

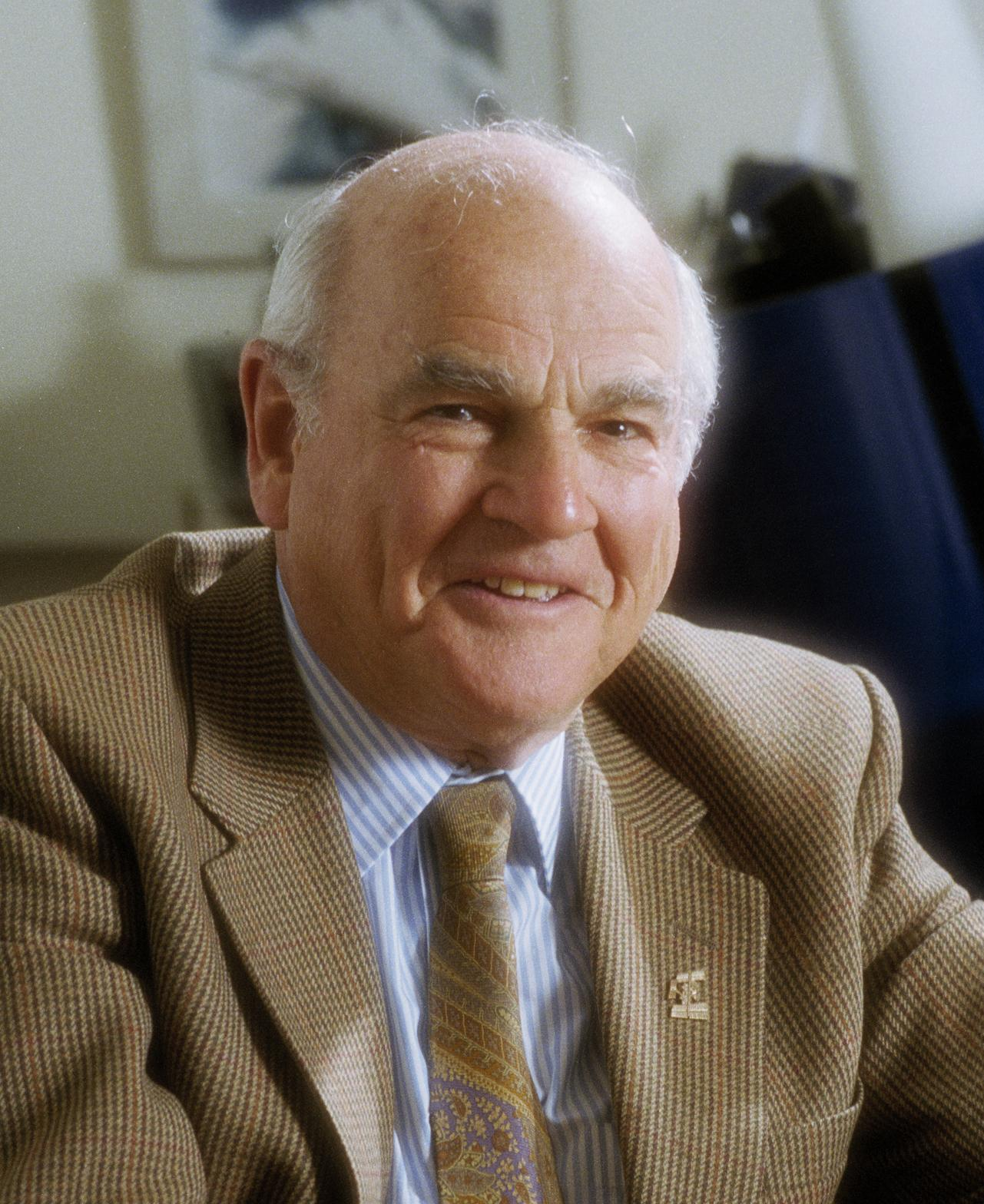
Baruch Samuel Blumberg (* 28. července)

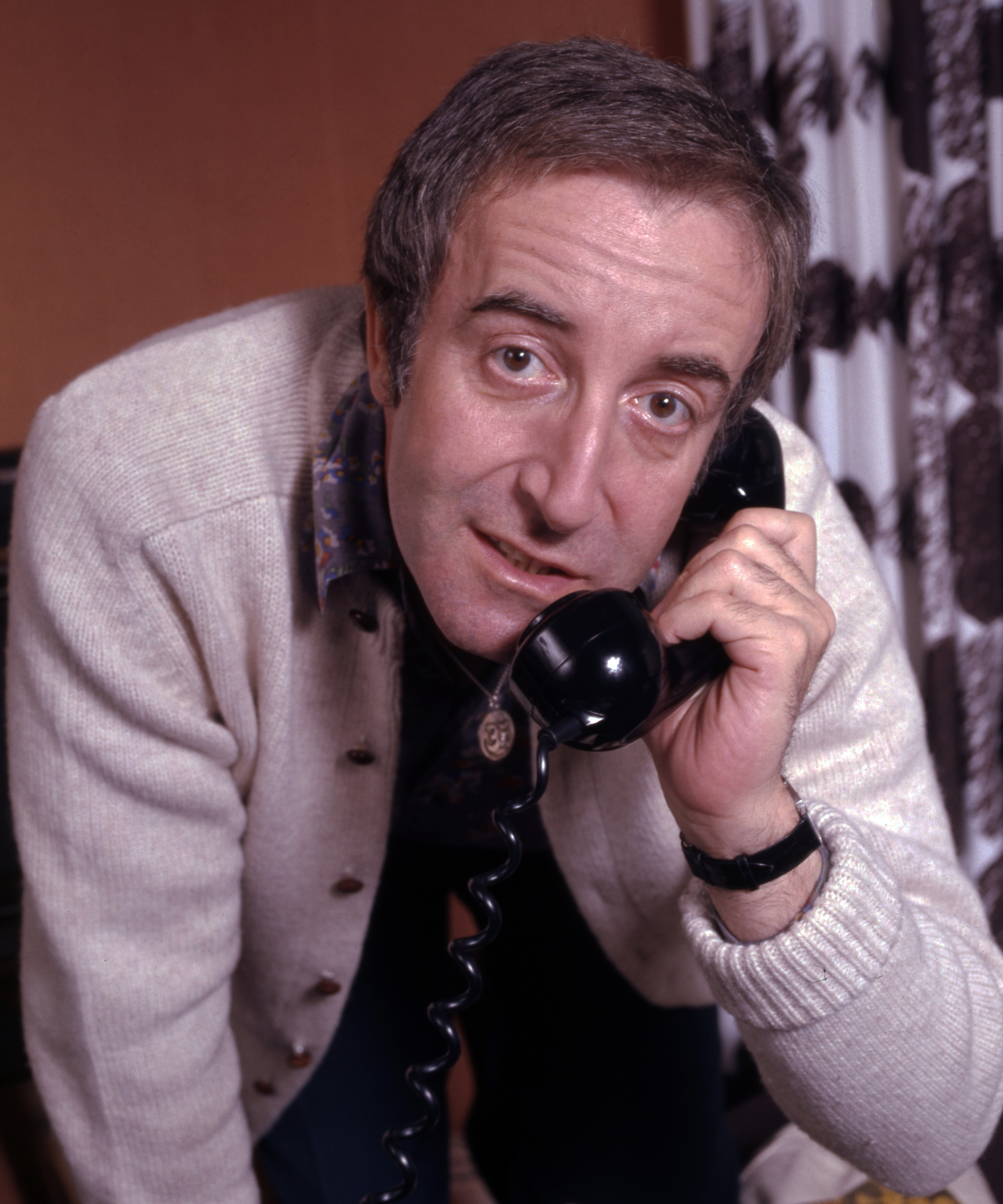
Peter Sellers (* 8. září)

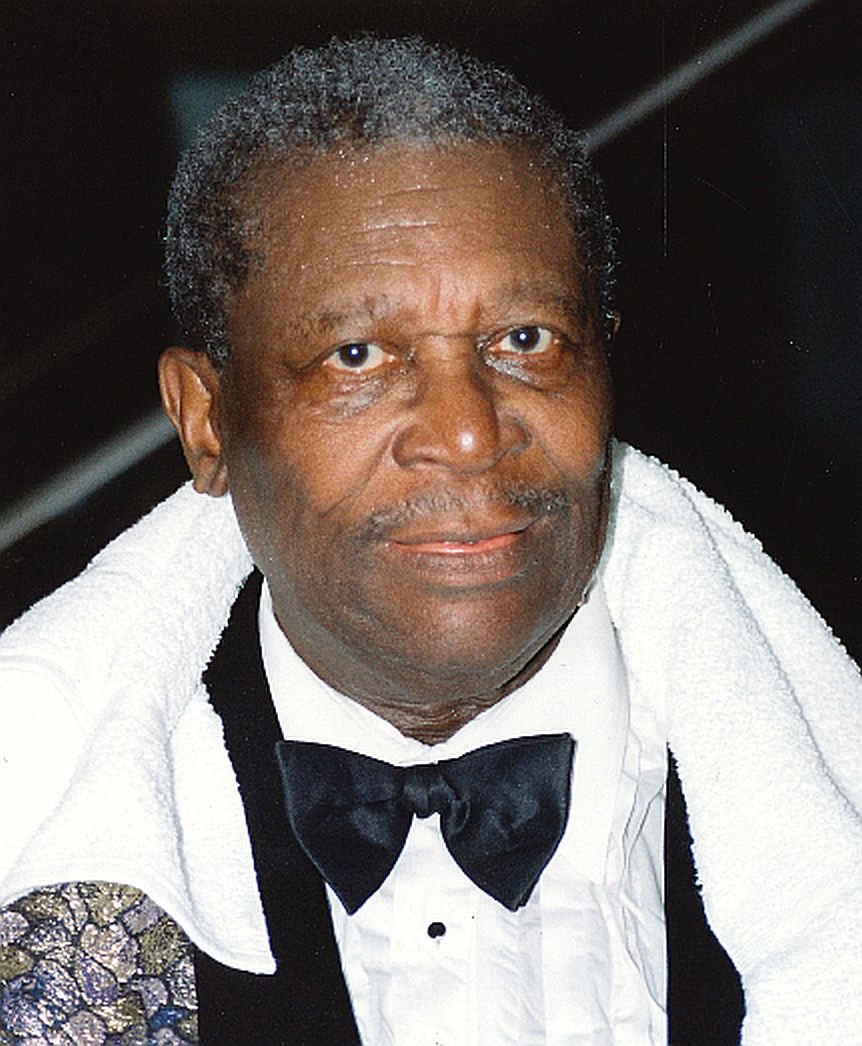
B. B. King (* 16. září)

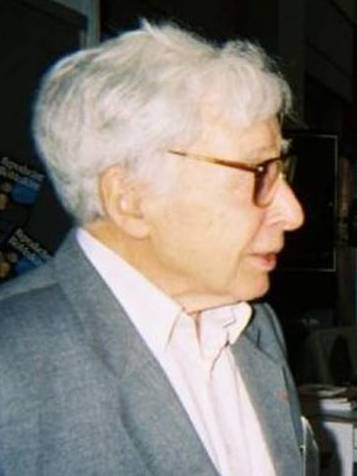
Robert G. Edwards (* 27. září)

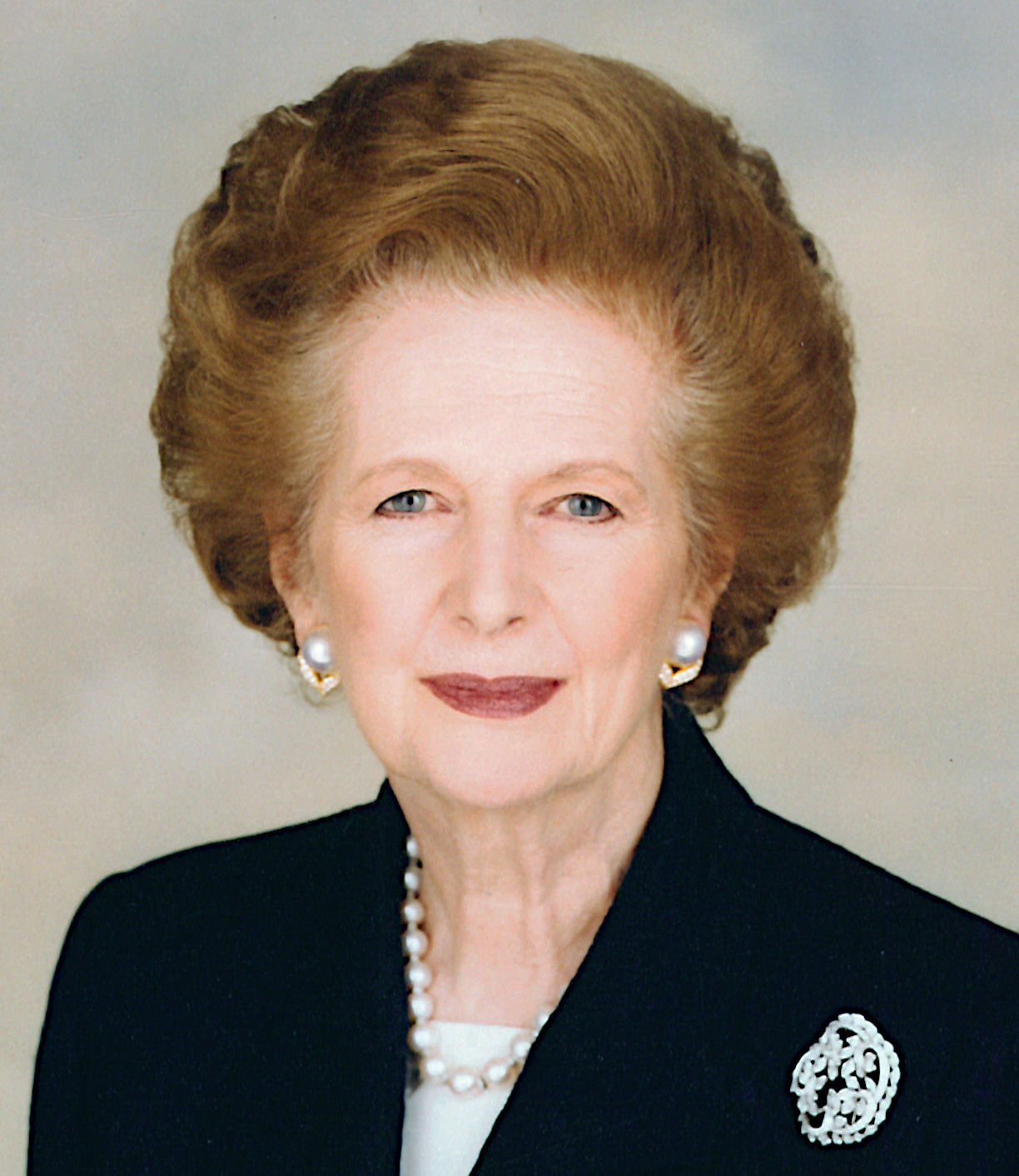
Margaret Thatcherová (* 13. října)

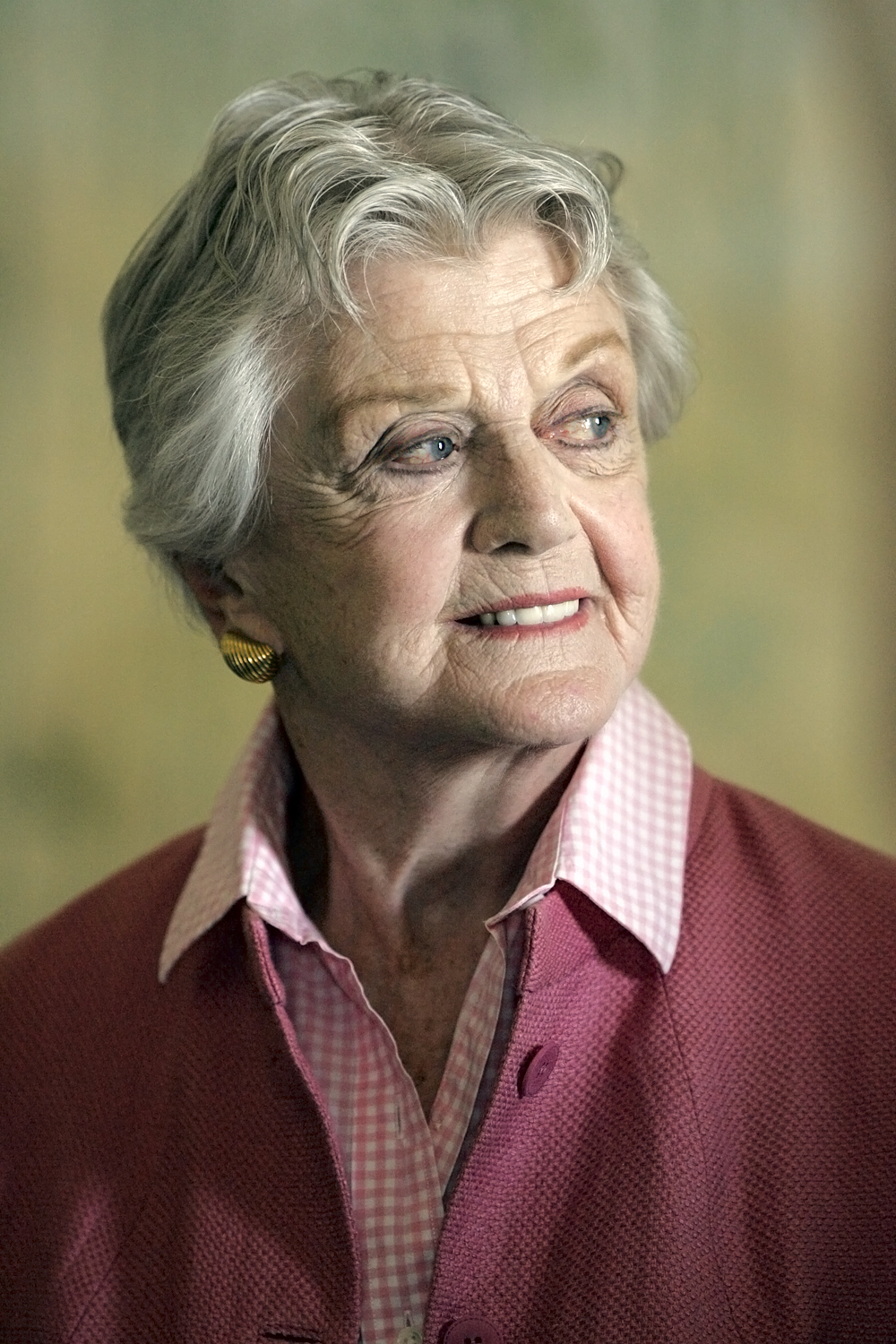
Angela Lansburyová (* 16. října)

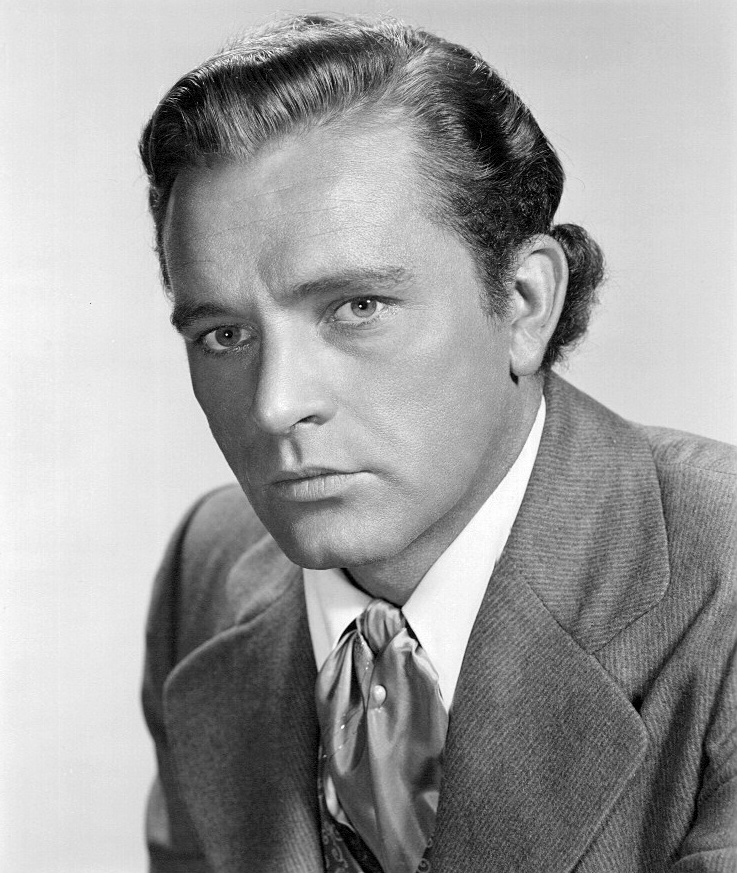
Richard Burton (* 10. listopadu)

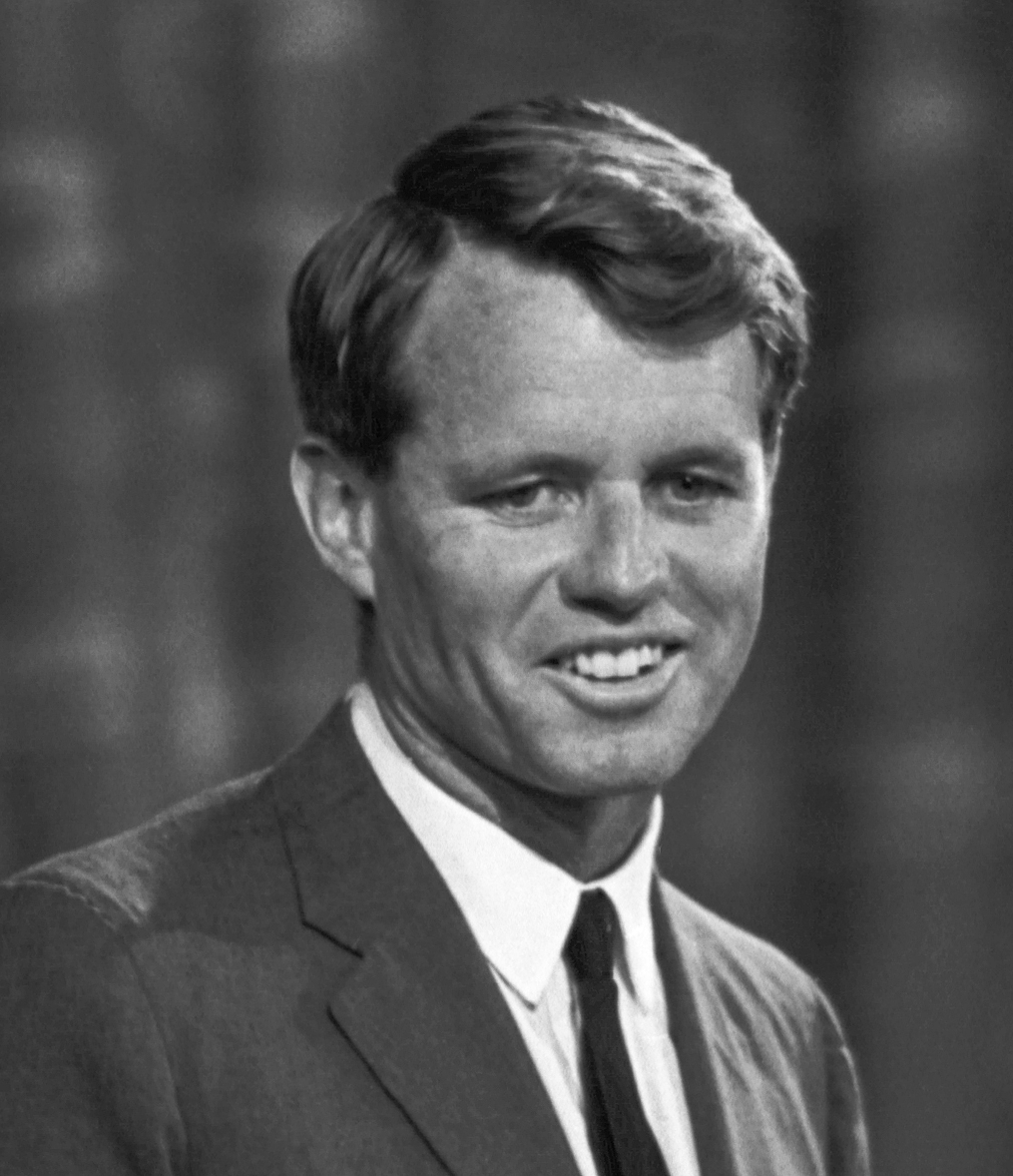
Robert Kennedy (* 20. listopadu)

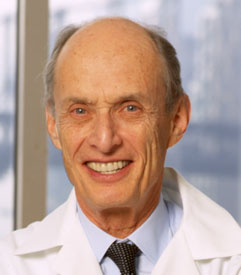
Paul Greengard (* 11. prosince)

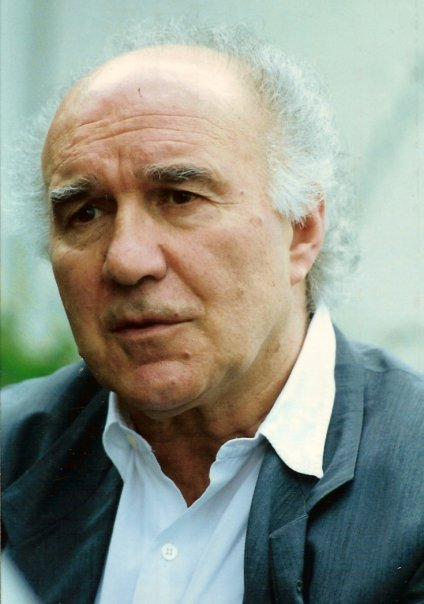
Michel Piccoli (* 27. prosince)

- 03. ledna – Grigorij Mkrtyčan, sovětský hokejový brankář († 14. února 2003)
- 04. ledna – Veikko Hakulinen, finský běžec na lyžích, trojnásobný olympijský vítěz († 24. října 2003)
- 07. ledna – Gerald Durrell, britský spisovatel, humorista, zoolog a popularizátor ochrany přírody († 30. ledna 1995)
- 09. ledna – Lee Van Cleef, americký herec († 16. prosince 1989)
- 10. ledna
  - Peter Colotka, předseda vlády Slovenské socialistické republiky († 20. dubna 2019)
  - Florian Siwicki, polský generál a politik († 11. března 2013)
- 14. ledna – Jukio Mišima, japonský spisovatel († 25. listopadu 1970)
- 16. ledna – Peter Hirsch, britský fyzik
- 17. ledna – Gunnar Birkerts, americký architekt lotyšského původu († 15. srpna 2017)
- 18. ledna
  - Andreas Hillgruber, německý historik († 8. května 1989)
  - Gilles Deleuze, francouzský filozof a teoretik umění († 4. listopadu 1995)
- 26. ledna
  - Miep Diekmannová, nizozemská spisovatelka († 9. července 2017)
  - Paul Newman, americký herec a režisér († 26. září 2008)
- 27. ledna – Ľudovít Filan, slovenský režisér, scenárista a dramatik († 2. dubna 2000)
- 29. ledna
  - Natan Šacham, izraelský spisovatel a dramatik († 18. června 2018)
  - Isidore Isou, francouzský spisovatel a režisér († 28. července 2007)
- 30. ledna – Douglas Engelbart, americký vynálezce v oblasti počítačové technologie († 2. července 2013)
- 01. února – Hermann Müller-Karpe, německý archeolog († 20. září 2013)
- 04. února
  - Arne Åhman, švédský olympijský vítěz v trojskoku († 5. července 2022)
  - Arno Puškáš, slovenský horolezec, publicista († 9. června 2001)
- 07. února – Marius Constant, francouzský skladatel a dirigent († 15. května 2004)
- 08. února – Jack Lemmon, americký herec († 27. června 2001)
- 10. února – Pierre Mondy, francouzský filmový a divadelní herec a režisér († 15. září 2012)
- 12. února – Joan Mitchellová, americká malířka († 30. října 1892)
- 17. února – Hal Holbrook, americký herec († 23. ledna 2021)
- 20. února
  - Robert Altman, americký herec, scenárista a režisér († 20. listopadu 2006)
  - Giridža Prasád Koirála, nepálský předseda vlády († 20. března 2010)
- 21. února
  - Tom Gehrels, nizozemsko-americký astronom († 11. července 2011)
  - Štefan Vrablec, biskup bratislavsko-trnavské arcidiecéze († 1. září 2017)
- 26. února – John Gunn, australský spisovatel
- 28. února – Louis Nirenberg, kanadsko-americký matematik († 26. ledna 2020)
- 01. března – Alexandre do Nascimento, angolský kněz, arcibiskup Luandy, kardinál
- 04. března – Josef Tekoa, izraelský diplomat († 14. dubna 1991)
- 08. března – Jefim Geller, sovětský šachista († 17. listopadu 1998)
- 10. března – Manolis Anagnostakis, řecký básník († 23. června 2005)
- 12. března
  - Leo Esaki, japonský experimentální fyzik, nositel Nobelovy ceny
  - Harry Harrison, americký autor science fiction, kreslíř a esperantista († 15. srpna 2012)
- 13. března
  - Gabriel Andrew Dirac, anglický matematik († 20. července 1984)
  - Roy Haynes, americký jazzový bubeník († 12. listopadu 2024)
  - John Tate, americký matematik († 16. října 2019)
- 14. března – John Wain, anglický prozaik a básník († 24. května 1994)
- 18. března – Antonio José González Zumárraga, ekvádorský kardinál († 13. října 2008)
- 21. března
  - Peter Brook, britský scenárista a režisér († 2. července 2022)
  - Hugo Koblet, švýcarský profesionální cyklista († 6. listopadu 1964)
- 25. března
  - Flannery O'Connorová, americká spisovatelka († 3. srpna 1964)
  - Jaime Sabines, chiapaský básník († 19. března 1999)
- 26. března
  - Pierre Boulez, francouzský hudební skladatel a dirigent († 5. ledna 2016)
  - James Moody, americký jazzový saxofonista, flétnista a skladatel († 9. prosince 2010)
  - Michal Vičan, slovenský fotbalista, československý reprezentant († 27. ledna 1986)
- 27. března – Jozef Nálepka, slovenský partyzán a československý diplomat († 29. září 2014)
- 03. dubna – Tony Benn, britský politik († 14. března 2014)
- 13. dubna – Michael Halliday, britský jazykovědec († 15. dubna 2018)
- 14. dubna
  - Gene Ammons, americký saxofonista († 6. srpna 1974)
  - Roger Brown, americký psycholog († 11. prosince 1997)
  - Rod Steiger, americký herec († 9. července 2002)
- 30. dubna – Johnny Horton, americký zpěvák († 5. listopadu 1960)
- 01. května – Scott Carpenter, americký pilot a astronaut († 10. října 2013)
- 07. května – Jozef Heriban, slovenský kněz, polyglot, biblista, náboženský spisovatel, misionář († 16. dubna 2009)
- 11. května – Rubem Fonseca, brazilský spisovatel († 15. dubna 2020)
- 14. května
  - Juval Ne'eman, fyzik, ministr vědy a rozvoje Izraele († 26. dubna 2006)
  - Al Porcino, americký jazzový trumpetista († 31. prosince 2013)
- 15. května – Andrej Ešpaj, ruský hudební skladatel († 8. listopadu 2015)
- 16. května
  - Garth Allen, americký astrolog († 25. dubna 1974)
  - Bobbejaan Schoepen, belgický písničkář, herec a režisér († 17. května 2010)
  - Nílton Santos, brazilský fotbalista († 27. listopadu 2013)
- 18. května – Michel de Certeau, francouzský kněz, jezuita, sociolog, historik a filosof († 9. ledna 1986)
- 18. května – Justus Dahinden, švýcarský architekt († 11. dubna 2020)
- 19. května
  - Malcolm X, americký bojovník za práva černochů († 21. února 1965)
  - Konštantín Horecký, slovenský spisovatel a novinář († 5. února 2011)
- 23. května – Joshua Lederberg, americký molekulární biolog, nositel Nobelovy ceny († 2. února 2008)
- 25. května – Rosario Castellanos, spisovatelka mexického původu († 7. srpna 1974)
- 28. května – Dietrich Fischer-Dieskau, německý zpěvák (baryton), dirigent, malíř, spisovatel a recitátor († 18. května 2012)
- 30. května – John Cocke, americký informatik († 16. července 2002)
- 31. května – Frei Otto, německý architekt († 9. března 2015)
- 02. června – Doris Hartová, americká tenistka († 29. května 2015)
- 03. června
  - Tony Curtis, americký herec a malíř († 29. září 2010)
  - Ludo Lehen, slovenský malíř († 12. května 2014)
- 04. června – Alexander Žabka, slovenský geolog († 26. srpna 2000)
- 06. června – Erika Weinzierlová, rakouská historička († 28. října 2014)
- 08. června – Barbara Bushová, manželka amerického prezidenta George H. W. Bushe († 17. dubna 2018)
- 10. června – Nat Hentoff, americký spisovatel († 7. ledna 2017)
- 11. června – William Styron, americký prozaik († 1. listopadu 2006)
- 14. června
  - Serge Moscovici, rumunsko-francouzský sociální psycholog († 16. listopadu 2014)
  - Pierre Salinger, americký novinář († 16. října 2004)
  - Iván Darvas, maďarský herec a divadelní režisér († 3. června 2007)
- 16. června – Anatol E. Baconsky, rumunský spisovatel († 4. března 1977)
- 20. června – Audie Murphy, americký voják, herec a hudební skladatel († 28. května 1971)
- 21. června
  - Giovanni Spadolini, italský premiér († 4. srpna 1994)
  - Alastair Cameron, kanadský astrofyzik († 3. října 2005)
- 23. června
  - Oliver Smithies, americký genetik, nositel Nobelovy ceny († 10. ledna 2017)
  - Sahib Shihab, americký jazzový saxofonista a flétnista († 24. října 1989)
  - John Shepherd-Barron, skotský vynálezce bankomatu († 15. května 2010)
- 25. června – Robert Venturi, americký architekt († 18. září 2018)
- 26. června – Pavel Běljajev, ruský vojenský letec a kosmonaut († 10. ledna 1970)
- 27. června – Michael Dummett, britský filozof († 27. prosince 2011)
- 29. června – Giorgio Napolitano, italský prezident († 22. září 2023)
- 02. července
  - Patrice Lumumba, první předseda vlády Konga († 17. ledna 1961)
  - Medgar Evers, americký vůdce afroamerického hnutí za občanská práva († 11. června 1963)
- 04. července – Ciril Zlobec, slovinský spisovatel a politik († 24. srpna 2018)
- 05. července – Jean Raspail, francouzský cestovatel a spisovatel († 13. června 2020)
- 06. července – Bill Haley, americký rokenrolový hudebník († 9. února 1981)
- 08. července – Marco Cé, italský kněz, benátský patriarcha a kardinál († 12. května 2014)
- 10. července – Mahathir Mohamad, premiér Malajsie
- 14. července – Francisco Álvarez Martínez, španělský arcibiskup Toleda a kardinál († 5. ledna 2022)
- 16. července – Cal Tjader, americký jazzový hudebník († 5. května 1982)
- 17. července – Jimmy Scott, americký jazzový zpěvák († 12. června 2014)
- 18. července – Shirley Stricklandová, australská atletka, sprinterka, trojnásobná olympijská vítězka († 11. února 2004)
- 20. července
  - Lola Albright, americká herečka († 23. března 2017)
  - Jacques Delors, předseda Evropské komise († 27. prosince 2023)
  - Frantz Fanon, martinický politický myslitel († 6. prosince 1961)
- 23. července
  - Quett Ketumile Masire, prezident Botswany († 22. června 2017)
  - Burt Glinn, americký fotograf († 9. dubna 2008)
- 25. července – Charmion King, kanadská herečka († 6. ledna 2007)
- 26. července – Mikuláš Kasarda, slovenský básník, rozhlasový redaktor a pedagog († 19. července 2013)
- 28. července
  - Juan Alberto Schiaffino, uruguayský fotbalista († 13. listopadu 2002)
  - Baruch Samuel Blumberg, americký lékař, nositel Nobelovy ceny († 5. dubna 2011)
- 29. července – Mikis Theodorakis, řecký hudební skladatel († 2. září 2021)
- 01. srpna – Ernst Jandl, rakouský básník, dramatik a spisovatel († 9. června 2000)
- 02. srpna – Jorge Rafael Videla, argentinský prezident († 17. května 2013)
- 03. srpna
  - Dominik Tóth, emeritní biskup bratislavské arcidiecéze († 16. května 2015)
  - Alain Touraine, francouzský sociolog († 9. června 2023)
- 05. srpna – Claude Tresmontant, francouzský teolog a filozof († 16. dubna 1997)
- 07. srpna – Armand Gaétan Razafindratandra, madagaskarský kardinál († 9. ledna 2010)
- 08. srpna – Alija Izetbegović, první prezident Bosny a Hercegoviny († 19. října 2003)
- 09. srpna – David A. Huffman, americký informatik († 7. října 1999)
- 10. srpna – Vladimír Ferko, slovenský spisovatel († 24. října 2002)
- 12. srpna – George Wetherill, americký astrofyzik († 19. července 2006)
- 13. srpna
  - Milan Stanislav Ďurica, slovenský historik († 25. ledna 2024)
  - Viktorija Kamenská, ruská spisovatelka a překladatelka († 18. července 2001)
- 15. srpna
  - Leonie Ossowski, německá spisovatelka († 4. února 2019)
  - Oscar Peterson, kanadský jazzový pianista a skladatel († 23. prosince 2007)
  - Aldo Ciccolini, francouzský klavírista pocházející z Itálie († 1. února 2015)
- 16. srpna – Mal Waldron, americký jazzový klavírista († 2. prosince 2002)
- 18. srpna – Brian Aldiss, britský autor science fiction († 19. srpna 2017)
- 22. srpna – Honor Blackmanová, anglická herečka († 5. dubna 2020)
- 25. srpna – Carrie Smithová, americká jazzová a bluesová zpěvačka († 20. května 2012)
- 27. srpna
  - Andrea Cordero Lanza di Montezemolo, italský kardinál († 19. listopadu 2017)
  - David El'azar, izraelský generál, náčelník Generálního štábu († 15. dubna 1976)
- 28. srpna – Arkadij Strugackij, ruský spisovatel († 12. října 1991)
- 29. srpna – Juraj Váh, slovenský dramatik, prozaik a překladatel († 3. října 1976)
- 01. září
  - Roy Glauber, americký fyzik, nositel Nobelovy ceny († 26. prosince 2018)
  - Art Pepper, americký jazzový saxofonista a skladatel († 15. června 1982)
- 04. září – Forrest Carter, americký spisovatel († 7. června 1979)
- 06. září – Jimmy Reed, americký bluesový zpěvák, hráč na foukací harmoniku a kytarista († 29. srpna 1976)
- 08. září
  - Peter Sellers, britský herec († 24. července 1980)
  - Oldřich Sirovátka, český slovenský folklorista a etnograf († 31. července 1992)
  - Pavel Žiburtovič, sovětský hokejista († 21. února 2006)
- 10. září – Hubert Hammerer, rakouský sportovní střelec († 24. března 2017)
- 11. září – Alan Bergman, americký textař
- 16. září
  - Christian Cabrol, francouzský kardiochirurg a politik († 16. června 2017)
  - Eugene Garfield, americký vědec, zakladatel bibliometrie a scientometrie († 26. února 2017)
  - B. B. King, americký bluesový kytarista, zpěvák a skladatel († 14. května 2015)
  - Marty Robbins, americký zpěvák a multinstrumentalista († 8. prosince 1982)
  - Charlie Byrd, americký kytarista († 2. prosince 1999)
  - Charles Haughey, irský premiér († 13. června 2006)
- 20. září – Ananda Mahidol, osmý thajský král dynastie Čakri († 9. června 1946)
- 24. září – Geoffrey Burbidge, britsko-americký astronom († 26. ledna 2010)
- 25. září – Paul B. MacCready, americký letecký inženýr († 28. srpna 2007)
- 27. září – Robert G. Edwards, britský fyziolog, nositel Nobelovy ceny († 10. dubna 2013)
- 28. září – Seymour Cray, americký architekt superpočítačů († 5. října 1996)
- 29. září
  - Adhemar Ferreira da Silva, brazilský olympijský vítěz v trojskoku († 12. ledna 2001)
  - Claude Veillot, francouzský spisovatel a scenárista († 21. dubna 2008)
- 30. září – Gwyn A. Williams, velšský historik († 16. listopadu 1995)
- 01. října – Benno Pludra, německý (NDR) spisovatel († 27. srpna 2014)
- 03. října
  - George Wein, americký koncertní promotér a klavírista († 13. září 2021)
  - Gore Vidal, americký spisovatel, scenárista a politik († 31. července 2012)
- 05. října – Antoine Gizenga, premiér Konžské demokratické republiky († 24. února 2019)
- 06. října – Ljuben Berov, bulharský premiér († 7. prosince 2006)
- 08. října – Andrej Donatovič Siňavskij, ruský literární vědec, spisovatel a literární kritik († 25. února 1997)
- 13. října
  - Lenny Bruce, americký stand-up komik († 3. srpna 1966)
  - Margaret Thatcherová, předsedkyně britské vlády († 8. dubna 2013)
- 15. října – Mickey Baker, americký kytarista († 27. listopadu 2012)
- 16. října
  - Andrej Mojžiš, slovenský herec († 4. února 2020)
  - Angela Lansburyová, britská herečka a zpěvačka († 11. října 2022)
- 18. října – Ramiz Alia, albánský prezident († 7. října 2011)
- 20. října
  - Roger Hanin, francouzský herec a režisér († 11. února 2015)
  - Art Buchwald, americký novinář, spisovatel a humorista († 17. ledna 2007)
- 22. října – Robert Rauschenberg, americký výtvarník († 12. května 2008)
- 23. října
  - José Freire Falcão, brazilský kardinál († 26. září 2021)
  - Johnny Carson, americký komik († 23. ledna 2005)
- 24. října – Luciano Berio, italský hudební skladatel († 27. května 2003)
- 26. října – Jan Wolkers, nizozemský spisovatel, sochař a malíř († 19. října 2007)
- 27. října – Warren Christopher, ministr zahraničních věcí Spojených států amerických († 18. března 2011)
- 29. října
  - Robert Hardy, anglický herec († 3. srpna 2017)
  - Klaus Friedrich Roth, britsko-nemecký matematik († 10. listopadu 2015)
  - Zoot Sims, americký jazzový saxofonista († 23. března 1985)
- 30. října – Teo Macero, americký hudební producent, skladatel a saxofonista († 19. února 2008)
- 31. října – John Pople, britský chemik, nositel Nobelovy ceny († 15. března 2004)
- 05. listopadu – Robert Gardner, americký filmař, režisér a antropolog († 21. června 2014)
- 06. listopadu – Michel Bouquet, francouzský herec († 13. dubna 2022)
- 07. listopadu
  - William Wharton, americký spisovatel († 29. října 2008)
  - Milan Hladký, slovenský architekt a politik († 24. února 2013)
- 09. listopadu – Giovanni Coppa, italský kardinál († 16. května 2016)
- 10. listopadu – Richard Burton, britský herec († 5. srpna 1984)
- 11. listopadu – John Guillermin, britský režisér francouzského původu († 27. září 2015)
- 13. listopadu – Rio Preisner, americký básník, filozof, spisovatel, překladatel a teatrolog rusínského původu († 2. srpna 2007)
- 15. listopadu – Julij Markovič Daniel, sovětský spisovatel, disident a politický vězeň († 30. prosince 1988)
- 16. listopadu – Stane Dolanc, slovinský prezident († 12. prosince 1999)
- 17. listopadu
  - Aristid Lindenmayer, maďarský biolog († 30. října 1989)
  - Charles Mackerras, britský dirigent a hudební skladatel († 14. července 2010)
- 19. listopadu – Zygmunt Bauman, polsko-britský sociolog († 9. ledna 2017)
- 20. listopadu
  - Maja Plisecká, ruská tanečnice a choreografka († 2. května 2015)
  - Robert Kennedy, americký politik († 6. června 1968)
- 23. listopadu – Johnny Mandel, americký hudební skladatel trumpetista a pozounista († 29. červen 2020)
- 24. listopadu
  - Al Cohn, americký jazzový saxofonista a hudební skladatel († 15. února 1988)
  - Jan Hanski, lužickosrbský malíř († 15. července 2004)
  - Simon van der Meer, nizozemský fyzik, nositel Nobelovy ceny († 4. března 2011)
- 26. listopadu – Gregorio Álvarez Armelino, uruguayský prezident (* 28. prosince 2016)
- 02. prosince – Julie Harrisová, americká herečka († 24. srpna 2013)
- 03. prosince – Ferlin Husky, americký zpěvák country hudby († 17. března 2011)
- 04. prosince – Albert Bandura, kanadský psycholog († 26. července 2021)
- 05. prosince
  - Anastasio Somoza Debayle, prezident Nikaraguy († 17. září 1980)
  - Anna Świderkówna, polská historička a filoložka († 16. srpna 2008)
- 08. prosince
  - Arnaldo Forlani, italský premiér († 6. července 2023)
  - Sammy Davis mladší, americký zpěvák, herec a tanečník († 16. května 1990)
- 09. prosince – Ernest Gellner, česko-britský filozof, sociolog a antropolog († 5. listopadu 1995)
- 11. prosince – Paul Greengard, americký neurobiolog, nositel Nobelovy ceny († 13. dubna 2019)
- 13. prosince – Dick Van Dyke, americký moderátor, herec, tanečník, zpěvák a komik
- 16. prosince – Bert Hellinger, německý psychoterapeut († 19. září 2019)
- 19. prosince – Robert B. Sherman, americký hudební skladatel († 5. března 2012)
- 23. prosince – Pierre Bérégovoy, francouzský premiér († 1. května 1993)
- 24. prosince
  - Prosper Grech, maltský kardinál († 30. prosince 2019)
  - Jafa Jarkoni, izraelská zpěvačka († 1. ledna 2012)
- 25. prosince
  - Ge'ula Kohenová, izraelská politička a novinářka († 18. prosince 2019)
  - Carlos Castaneda, americký spisovatel a šarlatán († 27. dubna 1998)
- 27. prosince
  - Moše Arens, ministr obrany Izraele († 7. ledna 2019)
  - Michel Piccoli, francouzský herec a filmový režisér († 12. května 2020)
- 28. prosince – Milton Obote, prezident Ugandy († 10. října 2005)

## Úmrtí

### Česko

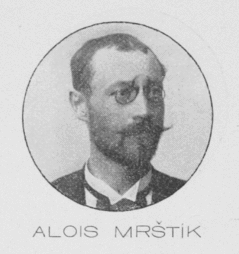
Alois Mrštík († 24. února)

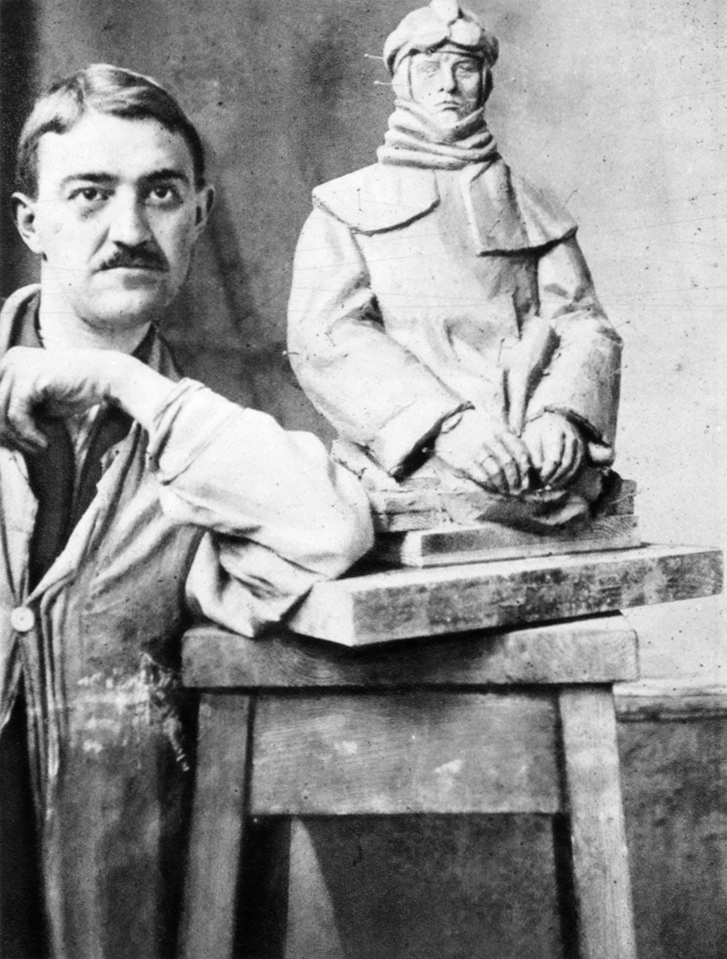
Jan Štursa († 2. května)

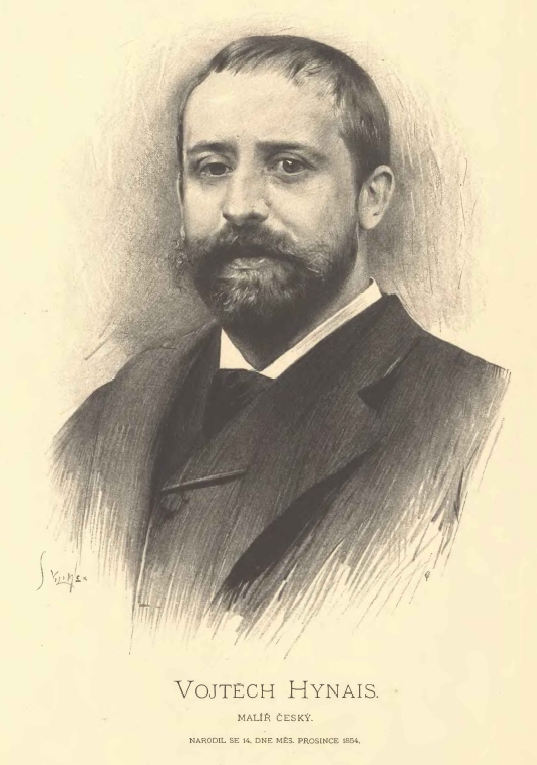
Vojtěch Hynais († 22. srpna)

- 06. ledna – Josef Quido Lexa, učitel a hudební skladatel (* 15. prosince 1891)
- 14. ledna – František Drtina, filozof, univerzitní profesor, politik (* 3. října 1861)
- 16. ledna – Arnošt Procházka, literární a výtvarný kritik a překladatel (* 15. listopadu 1869)
- 24. ledna – Karel Pelant, novinář, překladatel, esperantista (* 28. října 1874)
- 28. ledna – František Fiedler, ministr obchodu Předlitavska (* 13. prosince 1858)
- 04. února – Ernst Hirsch, československý německé národnosti (* 5. prosince 1874)
- 06. února – Karel Emanuel Macan, hudební skladatel a esperantista (* 25. prosince 1858)
- 13. února – Ferdinand Pantůček, právník (* 24. května 1863)
- 20. února – Synesius Alexandr Košťál, spisovatel (* 12. května 1849)
- 22. února – Anna Sychravová, československá politička (* 7. července 1873)
- 24. února – Alois Mrštík, spisovatel (* 14. října 1861)
- 03. března – František Zenker, ministr zemědělství Předlitavska (* 6. srpna 1856)
- 15. března – Jan Evangelista Chadt-Ševětínský, lesník a autor lesnické literatury (* 26. února 1860)
- 19. března – Vítězslav Janovský, lékař (* 2. července 1847)
- 31. března – Augustin Eugen Mužík, básník a překladatel (* 15. května 1859)
- 20. dubna – Wilhelm Kiesewetter, český novinář a politik německé národnosti (* 27. prosince 1853)
- 02. května
  - Josef Gruber, ministr sociální péče Československa (* 3. listopadu 1865)
  - Johann Palisa, česko-rakouský astronom (* 7. prosince 1848)
  - Jan Štursa, sochař (* 15. května 1880)
- 06. května – Eduard Marhula, skladatel a varhaník (* 8. prosince 1877)
- 17. května – Augustín Fischer-Colbrie, biskup košický (* 16. října 1863)
- 22. května – Julius Ambros, advokát a spisovatel (* 13. dubna 1855)
- 26. května – Peter Riedl, pražský německý novinář a spisovatel (* 19. prosince 1853)
- 04. června – Antonín Kosina, učitel, básník a spisovatel (* 9. listopadu 1849)
- 27. června – Rudolf Kuchynka, historik umění (* 13. ledna 1869)
- 06. července – Jan Řežábek, ředitel obchodní akademie, zeměpisec a překladatel (* 16. května 1852)
- 22. července – Vilém Teklý, pedagog, agrární odborník a politik (* 11. ledna 1848)
- 25. července – Jan Tiray, pedagog (* 23. října 1858)
- 01. srpna – Primus Sobotka, novinář, spisovatel a etnograf (* 29. ledna 1841)
- 02. srpna – Ján Rumann, československý politik slovenské národnosti (* 18. října 1876)
- 10. srpna – Jan Hławiczka starší, slezský komunální politik (* 12. června 1833)
- 11. srpna – Otakar Kukula, lékař, profesor chirurgie (* 2. února 1867)
- 13. srpna – Václav Vondrák, slavista (* 22. září 1859)
- 22. srpna – Vojtěch Hynais, malíř (* 14. prosince 1854)
- 19. září
  - František Bubák, botanik (* 22. července 1866)
  - Josef Maria Baernreither, český předlitavský soudce a politik (* 12. dubna 1845)
- 23. září – Richard Špaček, profesor na teologické fakultě v Olomouci (* 23. listopadu 1864)
- 05. října – František Jureček, ostravský stavitel a sběratel umění (* 23. září 1868)
- 19. října – František Kvapil, básník a překladatel (* 16. února 1855)
- 24. října – Jindřich Šimon Baar, spisovatel (* 7. února 1869)
- 07. listopadu – August Brömse, německý výtvarník žijící převážně v Čechách (* 2. září 1873)
- 23. listopadu – Augusta Rozsypalová, učitelka a politička (* 19. února 1857)
- 26. prosince – Jan Letzel, stavitel a architekt (* 9. dubna 1880)
- 31. prosince – František Sokol-Tůma, spisovatel, novinář a dramatik (* 2. května 1855)

### Svět

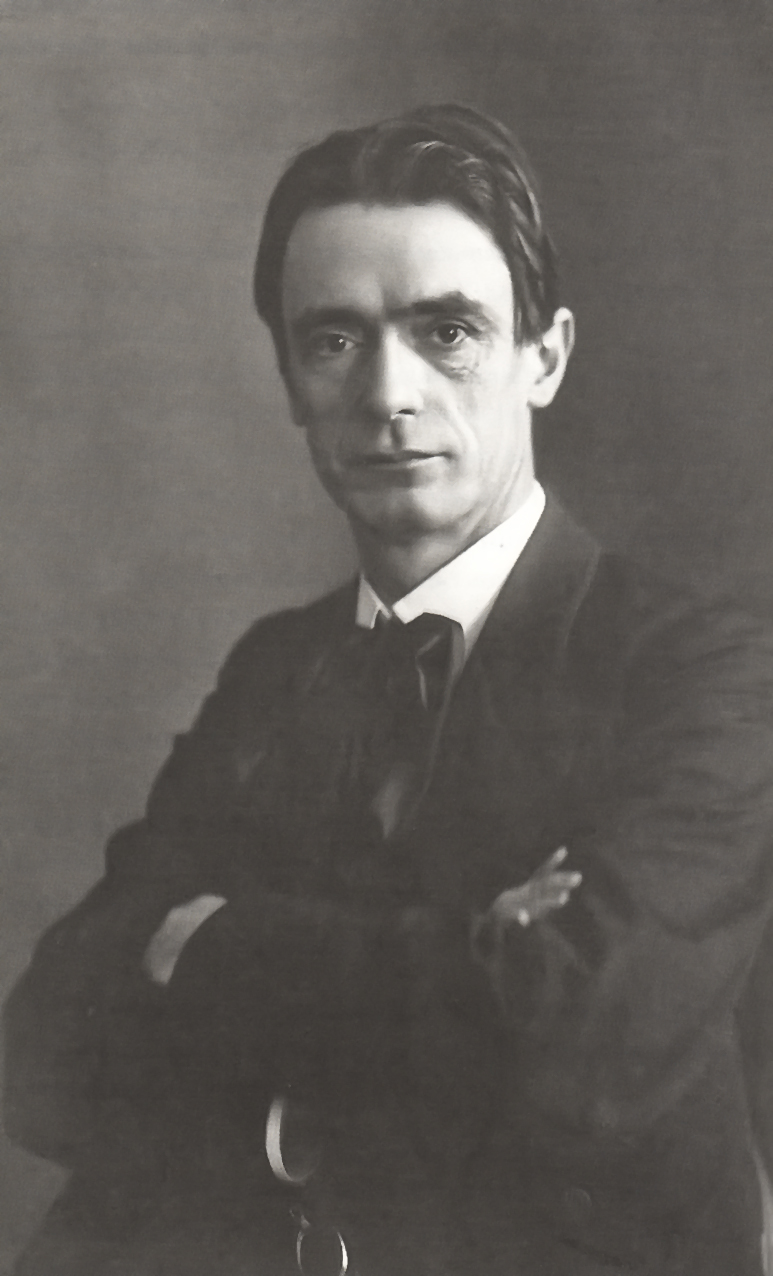
Rudolf Steiner († 30. března)

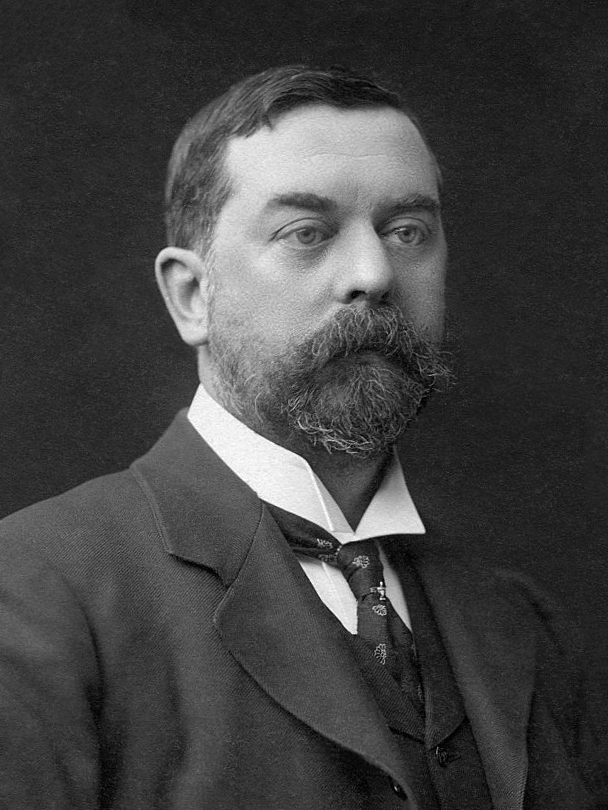
John Singer Sargent († 14. dubna)

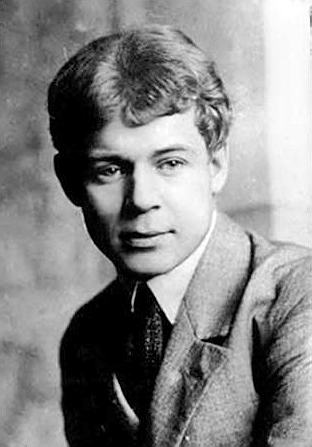
Sergej Jesenin († 28. prosince)

- 08. ledna – George Bellows,  americký realistický malíř (* 9. srpna 1882)
- 18. ledna – John Ellis McTaggart, anglický filozof (* 3. září 1866)
- 19. ledna – Marie Bavorská, bavorská princezna a poslední královna obojí Sicílie (* 4. října 1841)
- 27. ledna – Friedrich von Hügel, rakouský teolog, náboženský myslitel a spisovatel (* 5. května 1852)
- 03. února – Oliver Heaviside, britský matematik a fyzik (* 18. května 1850)
- 04. února – Robert Koldewey, německý archeolog a architekt (* 10. září 1855)
- 05. února – Antti Aarne, finský folklorista (* 5. prosince 1867)
- 07. února – Andreas Bang-Haas, dánský entomolog (* 6. prosince 1846)
- 10. února – Aristide Bruant, francouzský komik a zpěvák (* 6. května 1851)
- 12. února – Kyrylo Genyk, ukrajinsko-kanadský imigrační pracovník (* 1857)
- 14. února – Jacques Rivière, francouzský spisovatel, redaktor a kritik (* 15. července 1886)
- 17. února – Nikodim Pavlovič Kondakov, ruský historik umění (* 13. listopadu 1844)
- 22. února – Thomas Clifford Allbutt, britský lékař a vynálezce (* 20. července 1836)
- 28. února – Friedrich Ebert, první německý prezident (* 4. února 1871)
- 05. března – Michel Verne, francouzský spisovatel (* 3. srpna 1861)
- 07. března – Georgij Lvov, předseda ruské prozatímní vlády (* 2. listopadu 1861)
- 12. března
  - Arkadij Timofejevič Averčenko, ruský spisovatel (* 27. března 1881)
  - Sun Jat-sen, čínský politik (* 12. listopadu 1866)
- 16. března – August von Wassermann, německý bakteriolog (* 21. února 1866)
- 20. března – George Curzon, britský státník, indický místokrál a generální guvernér Indie (* 11. ledna 1858)
- 22. března – Julian Marchlewski, polský komunistický ekonom (* 17. května 1866)
- 29. března – Bajram Curri, albánský nacionalista (* ? 1862)
- 30. března
  - Rudolf Steiner, rakouský filozof (* 25. února 1861)
  - Paul Sinner, německý fotograf (* 17. července 1838)
- 14. dubna – John Singer Sargent, americký malíř (* 12. ledna 1856)
- 15. dubna – Fritz Haarmann, německý sériový vrah (* 25. října 1879)
- 16. dubna – Günther Viktor Schwarzburský, poslední kníže Schwarzbursko-Rudolstadtský (* 21. srpna 1852)
- 20. dubna – Herbert Lawford, britský tenista, (* 15. května 1851)
- 02. května – Johann Palisa, rakouský astronom (* 6. prosince 1848)
- 03. května – Clément Ader, francouzský inženýr a vynálezce (* 2. dubna 1841)
- 07. května – Boris Savinkov, ruský revolucionář, terorista a spisovatel (* 31. ledna 1879)
- 12. května – Léonce Bénédite, francouzský historik umění (* 14. ledna 1859)
- 14. května – Henry Rider Haggard, anglický spisovatel (* 22. června 1856)
- 15. května – Geo Milev, bulharský básník, literární kritik, novinář a výtvarník (* 15. ledna 1895)
- 16. května – Ivan Žolger, předlitavský státní úředník a politik (* 22. října 1867)
- 22. května – John French, britský maršál (* 28. září 1852)
- 03. června – Camille Flammarion, francouzský astronom a spisovatel (* 26. února 1842)
- 06. června – Pierre Louÿs, francouzský spisovatel (* 10. prosince 1870)
- 18. června – Matylda Bavorská, bavorská princezna, hraběnka z Trani (* 30. září 1843)
- 20. června – Josef Breuer, rakouský psychiatr (* 15. ledna 1842)
- 22. června – Felix Klein, německý matematik (* 25. dubna 1849)
- 01. července – Erik Satie, francouzský skladatel a klavírista (* 17. května 1866)
- 07. července – Clarence Hudson White, americký fotograf (* 8. dubna 1871)
- 09. července – René Quinton, francouzský fyziolog a průkopník letectví (* 15. prosince 1866)
- 17. července – Lovis Corinth, německý malíř (* 21. července 1858)
- 18. července – Louis-Nazaire Bégin, arcibiskup Québecu a kardinál (* 10. ledna 1840)
- 26. července
  - Antonio Ascari, italský automobilový závodník (* 15. září 1888)
  - William Jennings Bryan, ministr zahraničních věcí Spojených států amerických (* 19. března 1860)
  - Gottlob Frege, německý matematik (* 8. listopadu 1848)
- 05. srpna – Georges Palante, francouzský filozof a sociolog (* 20. listopadu 1862)
- 06. srpna – Grigorij Ivanovič Kotovskij, sovětský vojevůdce a komunistický politik (* 24. června 1881)
- 10. srpna – Olga Alexandrovna Jurjevská, ruská šlechtična, namanželská dcera ruského cara Alexandra II. (* 7. listopadu 1873)
- 16. srpna – Alfred Merz, rakouský geograf a oceánograf (* 24. ledna 1880)
- 17. srpna – Ioan Slavici, rumunský spisovatel (* 18. ledna 1848)
- 22. srpna – Zigfrīds Anna Meierovics, lotyšský politik (* 5. února 1887)
- 25. srpna – Franz Conrad von Hötzendorf, rakousko-uherský voják a politik, náčelník generálního štábu za 1. světové války (* 11. listopadu 1852)
- 11. září – Gustav Kadelburg, rakouský herec a dramatik (* 26. ledna 1851)
- 16. září
  - Alexandr Fridman, ruský matematik, geofyzik a meteorolog (* 16. června 1888)
  - Leo Fall, vídeňský operetní skladatel (* 2. února 1873)
- 19. září – Francis Darwin, britský botanik (* 16. října 1848)
- 29. září – Léon Bourgeois, francouzský premiér, prezident Rady Společnosti národů a nositel Nobelovy ceny (* 29. května 1851)
- 09. října – Hugo Preuß, německý právník, profesor a politik (* 28. října 1860)
- 14. října – Eugen Sandow, anglický kulturista (* 2. dubna 1867)
- 16. října – Christian Krohg, norský malíř (* 13. srpna 1852)
- 21. října – Heinrich von Angeli, rakouský malíř (* 8. července 1840)
- 31. října
  - Max Linder, francouzský herec-komik a režisér (* 16. prosince 1883)
  - Michail Frunze, ruský bolševický politik a vojevůdce (* 2. února 1885)
- 13. listopadu – Élémir Bourges, francouzský spisovatel a novinář (* 26. března 1852)
- 19. listopadu – Henri Fayol, francouzský ekonom (* 29. července 1841)
- 20. listopadu
  - Alexandra Dánská, britská královna (* 1. prosince 1844)
  - Stefan Żeromski, polský spisovatel (* 14. října 1864)
- 25. listopadu – Amos Burn, anglický šachový mistr (* 31. prosince 1848)
- 26. listopadu – Gottlieb Schumacher, americký architekt a archeolog (* 21. listopadu 1857)
- 05. prosince – Władysław Reymont, polský prozaik (* 7. května 1867)
- 25. prosince – Karl Abraham, německý lékař a psychoanalytik (* 3. května 1877)
- 28. prosince – Sergej Alexandrovič Jesenin, ruský spisovatel (* 3. říjen 1895)
- neznámé datum
  - John Karl Hillers, americký fotograf (* 1843)
  - Carlo Brogi, italský fotograf (* 1850)
  - Bursalı Mehmet Tahir Bey, turecký spisovatel, objevitel a voják (* 1861)

## Hlava státu
Evropa:
- Belgie – Albert I. Belgický
- Bulharsko – Boris III.
- Československo – Tomáš Garrigue Masaryk
- Dánsko – Kristián X.
- Finsko – Kaarlo Juho Ståhlberg / Lauri Kristian Relander
- Francie – Gaston Doumergue
- Itálie – Viktor Emanuel III.
- Království Srbů, Chorvatů a Slovinců – Alexandr I. Karađorđević
- Lichtenštejnsko – Jan II. z Lichtenštejna
- Litva – Aleksandras Stulginskis
- Lotyšsko – Jānis Čakste
- Lucembursko – Šarlota Lucemburská
- Maďarsko – Miklós Horthy
- Nizozemsko – Vilemína Nizozemská
- Norsko – Haakon VII.
- Polsko – Stanisław Wojciechowski
- Portugalsko – Manuel Teixeira Gomes / Bernardino Machado
- Rakousko – Michael Hainisch
- Rumunsko – Ferdinand I. Rumunský
- Řecko – Pavlos Kunduriotis
- Spojené království – Jiří V.
- Španělsko – Alfons XIII.
- Švédsko – Gustav V.

- Argentina – Marcelo Torcuato de Alvear
- Brazílie – Artur Bernardes
- Egypt – Fuad I.
- Japonsko – Taišó
- Mexiko – Plutarco Elías Calles
- Spojené státy americké – Calvin Coolidge
- Turecko – Mustafa Kemal Atatürk